# Céline Dion
Céline Marie Claudette Dion (pronunciación en francés: /selin dzjõʊ̯̃/ (escucharⓘ); (Charlemagne, Quebec, 30 de marzo de 1968) conocida como Céline Dion y la «Reina de las Power Ballads», es una cantante canadiense. Reconocida por su poderosa y ágil voz, Dion es una de las cantantes más exitosas de todos los tiempos. 
Nacida en el seno de una gran familia en Charlemagne, Quebec, Dion fue descubierta por su futuro mánager y esposo, René Angélil, y emergió como una estrella adolescente en su país natal con una serie de álbumes en francés durante la década de 1980. Obtuvo reconocimiento internacional al ganar el Festival de la Canción de Eurovisión 1988, donde representó a Suiza con «Ne partez pas sans moi». Su primer álbum en inglés, Unison (1990), la estableció como una artista pop viable principalmente en América del Norte y en varios mercados de habla inglesa, mientras que The Colour of My Love (1993) la catapultó al estrellato mundial. Continuó su éxito a lo largo de los años 1990 con varios de los álbumes en inglés más vendidos de la historia, como Falling into You (1996) y Let's Talk About Love (1997), certificados diamante en los Estados Unidos con más de 30 millones de ventas en todo el mundo cada uno. También lanzó una serie de éxitos número uno internacional, incluidos «The Power of Love», «Think Twice», «To Love You More», «Because You Loved Me», «It's All Coming Back to Me Now», «I'm Your Angel», «That's the Way It Is», «I'm Alive» y «My Heart Will Go On», tema de la película Titanic, de 1997, que consolidó su popularidad.Su música ha incorporado géneros como pop, rock, R&B, góspel y música clásica. Sus grabaciones han sido principalmente en inglés y francés, aunque también ha cantado en español, italiano, alemán, latín, japonés y chino.
Dion continuó lanzando álbumes en francés entre cada registro en inglés; D'eux (1995) se convirtió en el álbum en francés más vendido de todos los tiempos, mientras que S'il suffisait d'aimer (1998), Sans attendre (2012) y Encore un soir (2016) fueron todos certificados diamante en Francia. Durante las décadas de 2000 y 2010, construyó su reputación como una exitosa intérprete en vivo con A New Day... on the Las Vegas Strip (2003–07) y Céline (2011-2019), las residencias de conciertos con mayores ingresos de todos los tiempos, y Taking Chances World Tour (2008–09), una de las giras más exitosas de la década de 2000. En el 2009, fue nombrada por Los Angeles Times como la artista con mayores ingresos de la década, con ventas de álbumes y conciertos que superaban los 747 millones de dólares.En 2019 inició el Courage World Tour, que debió cancelar en 2020 por la pandemia de COVID-19.
Con 200 millones de discos vendidos en todo el mundo, Dion es la artista canadiense más vendida, la artista de lengua francesa más vendida y una de las artistas musicales más vendidas de todos los tiempos. Es la sexta artista femenina más exitosa en la historia del Billboard 200 de los Estados Unidos, y ha recibido reconocimiento de la Federación Internacional de la Industria Fonográfica (IFPI) por vender más de 50 millones de álbumes en Europa. Siete de sus álbumes han vendido al menos 10 millones de copias en todo el mundo, la segunda cifra más alta entre las mujeres en la historia. Fue clasificada como la cuarta vocalista pop más destacada por Cover Magazine y la novena mejor voz en la música por MTV. Como una de las artistas con giras de mayores ingresos en la historia, es la segunda mujer en acumular mil millones de dólares en ingresos por conciertos. Según Forbes, fue la música mejor pagada del mundo en 1997, 1998, 2004 y 2006 y es una de las cinco cantantes mujeres más ricas del planeta. 
Dion es también una de las artistas más premiadas del mundo. Ha ganado cinco Premios Grammy, nueve Billboard Music Awards, siete American Music Awards, doce World Music Awards, dos Premios Óscar, dos Globo de Oro, veinte Juno Awards y cincuenta Felix Awards. También ha recibido dos doctorados honoris causa del Berklee College of Music y de la Universidad Laval.

## Carrera musical

### 1968–1989: Primeros años y comienzos de su carrera

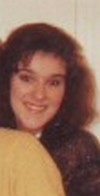
Dion en 1986.

Dion nació en Charlemagne, Quebec, a 24 kilómetros al noreste de Montreal, siendo la menor de 14 hijos de Thérèse (de soltera Tanguay, 1927–2020), ama de casa, y Adhémar Dion (1923–2003), carnicero, ambos de ascendencia francesa. Fue criada como católica romana en un hogar pobre pero, según ella misma, feliz en Charlemagne. La música siempre fue una parte fundamental de la familia Dion, y recibió su nombre de la canción «Céline», que el cantante francés Hugues Aufray había grabado dos años antes de su nacimiento. El 13 de agosto de 1973, actuó públicamente por primera vez en la boda de su hermano Michel, interpretando «Du fil, des aiguilles et du coton» de Christine Charbonneau. Continuó actuando con sus hermanos en el pequeño piano bar de sus padres llamado Le Vieux Baril («El Viejo Barril»).
Sufrió varios accidentes cuando era niña, incluido un incidente a los cinco años cuando fue atropellada por un coche mientras su padre y su hermano Clément observaban. Fue hospitalizada brevemente con una conmoción cerebral. Desde una edad temprana, soñaba con ser una artista. En una entrevista de 1994 con People, recordó: «Extrañaba a mi familia y mi hogar, pero no me arrepiento de haber perdido mi adolescencia. Tenía un solo sueño: quería ser cantante». De niña en Quebec, Dion participó en programas de las Girl Guides como miembro de las Girl Guides de Canadá.
A los 12 años, colaboró con su madre y su hermano Jacques para escribir y componer su primera canción, «Ce n'était qu'un rêve», cuyo título se traduce como «Era solo un sueño» o «Nada más que un sueño». Michel envió la grabación al mánager musical René Angélil, cuyo nombre descubrió en la contraportada de un álbum de Ginette Reno. Angélil se conmovió hasta las lágrimas al escuchar la voz de Dion y decidió convertirla en una estrella. En 1981, hipotecó su casa para financiar su primer disco, La voix du bon Dieu, que se convirtió en un éxito local y la convirtió en una estrella instantánea en Quebec. Su popularidad se extendió a otras partes del mundo cuando compitió en el Festival Mundial de la Canción Popular Yamaha de 1982 en Tokio, donde ganó el premio de «Mejor Intérprete» y la medalla de oro por la «Mejor Canción» con «Tellement j'ai d'amour pour toi».
Para 1983, además de convertirse en la primera artista canadiense en recibir un disco de oro en Francia por el sencillo «D'amour ou d'amitié» («De amor o de amistad»), Dion también había ganado varios premios Félix, incluidos «Mejor intérprete femenina» y «Revelación del año». Su éxito continuó cuando representó a Suiza en el Festival de la Canción de Eurovisión 1988 con la canción «Ne partez pas sans moi» y ganó el concurso por un estrecho margen en Dublín. A los 18 años, después de ver una actuación de Michael Jackson, Dion le dijo a Angélil que quería ser una estrella como Jackson. Aunque confiaba en su talento, Angélil se dio cuenta de que necesitaba cambiar su imagen para ser comercializada a nivel mundial. Se retiró de los reflectores durante varios meses, durante los cuales se sometió a una cirugía dental para mejorar su apariencia y asistió a la École Berlitz en 1989 para mejorar su inglés. En 1989, durante un concierto en la tournée Incognito, se lesionó la voz. Consultó con el otorrinolaringólogo William Gould, quien le dio un ultimátum: someterse a una cirugía inmediata en sus cuerdas vocales o no utilizarlas en absoluto durante tres semanas. Dion eligió lo último y se sometió a entrenamiento vocal con William Riley.

### 1990–1992:Unison,Dion chante Plamondon, yCéline Dion
Dos años después de aprender inglés, Dion hizo su debut en el mercado anglófono con Unison (1990), cuyo sencillo principal había sido originalmente grabado por el cantante inglés Junior en 1983 y más tarde por Laura Branigan. Contó con la ayuda de productores como Vito Luprano y David Foster. El álbum estuvo mayormente influenciado por la música soft rock de los años 1980 y rápidamente encontró su lugar en el formato de radio contemporáneo para adultos. Unison también fue bien recibido por los críticos: Jim Farber, de Entertainment Weekly, escribió que su voz era «deliciosamente sencilla» y que nunca intentaba «interpretar estilos que estuvieran más allá de sus capacidades». Stephen Thomas Erlewine, de AllMusic, lo declaró «un debut americano fino y sofisticado». Los sencillos del álbum incluyeron «(If There Was) Any Other Way», «The Last to Know», «Unison» y «Where Does My Heart Beat Now», una balada soft rock de medio tempo que hizo un uso destacado de la guitarra eléctrica. Esta última se convirtió en su primer éxito en el top diez de la lista Billboard Hot 100 de EE. UU., alcanzando el número cuatro. En 1991, Dion fue la solista destacada en «Voices That Care», un tributo a las tropas estadounidenses que luchaban en la Operación Tormenta del Desierto.
Su verdadero éxito internacional llegó cuando hizo un dúo con Peabo Bryson en la canción principal de la película animada de Disney Beauty and the Beast (1991). Fue su primer éxito en el top diez en el Reino Unido y su segundo en los EE. UU. La canción le otorgó a sus compositores un Premio de la Academia a la «Mejor Canción» y le dio a Dion su primer Premio Grammy a la «Mejor Interpretación Pop por un Dúo o Grupo con Voz». «Beauty and the Beast» sirvió como el sencillo principal de su álbum homónimo de 1992, que, al igual que su debut, tenía una fuerte influencia del pop rock combinada con elementos de soul y música clásica. Gracias al éxito del sencillo principal y a sus colaboraciones con David Foster y Diane Warren, el álbum fue aún más exitoso comercialmente que Unison; fue certificado diamante en Canadá y doble platino en los EE. UU. El segundo sencillo del álbum, «If You Asked Me To» (una versión de la canción de Patti LaBelle de la película Licence to Kill de 1989), se convirtió en su primer sencillo número uno en Canadá y alcanzó el número cuatro en el Billboard Hot 100 de EE. UU.
También durante este tiempo, Dion lanzó el álbum francófono Dion chante Plamondon. El álbum consistió mayormente en versiones, pero incluyó cuatro nuevas canciones: «Des mots qui sonnent», «Je danse dans ma tête», «Quelqu'un que j'aime, quelqu'un qui m'aime» y «L'amour existe encore». Se lanzó originalmente en Canadá y Francia durante el período de 1991–1992, y luego recibió un lanzamiento internacional en 1994, siendo el primer álbum en francés de Celine Dion en hacerlo. «Un garçon pas comme les autres (Ziggy)» se convirtió en un gran éxito en Francia, alcanzando el número 2 y siendo certificado oro. En Quebec, el álbum fue certificado oro el día que se lanzó.
Para 1992, Unison, Céline Dion y numerosas apariciones en medios de alto perfil habían llevado a Dion al estrellato en América del Norte. Había logrado uno de sus principales objetivos: abrirse camino en el mercado anglófono y alcanzar la fama. Sin embargo, mientras experimentaba un creciente éxito en los EE. UU., sus fanáticos francófonos en Canadá la criticaron por descuidarlos. Más tarde, ella rechazó estas críticas en la ceremonia de los premios Félix de 1991, donde, tras ganar el premio a la «Artista Inglesa del Año», rechazó abiertamente el galardón. Afirmó que era, y siempre sería, una artista francesa, no inglesa. De hecho, hasta el día de hoy habla inglés con un marcado acento francés de Quebec. Además de su éxito comercial, también hubo cambios en su vida personal, ya que Angélil, quien tenía 26 años más que ella, pasó de ser su mánager a ser su amante. Sin embargo, mantuvieron la relación en secreto, ya que ambos temían que el público la considerara inapropiada.

### 1993–1995:The Colour of My LoveyD'eux

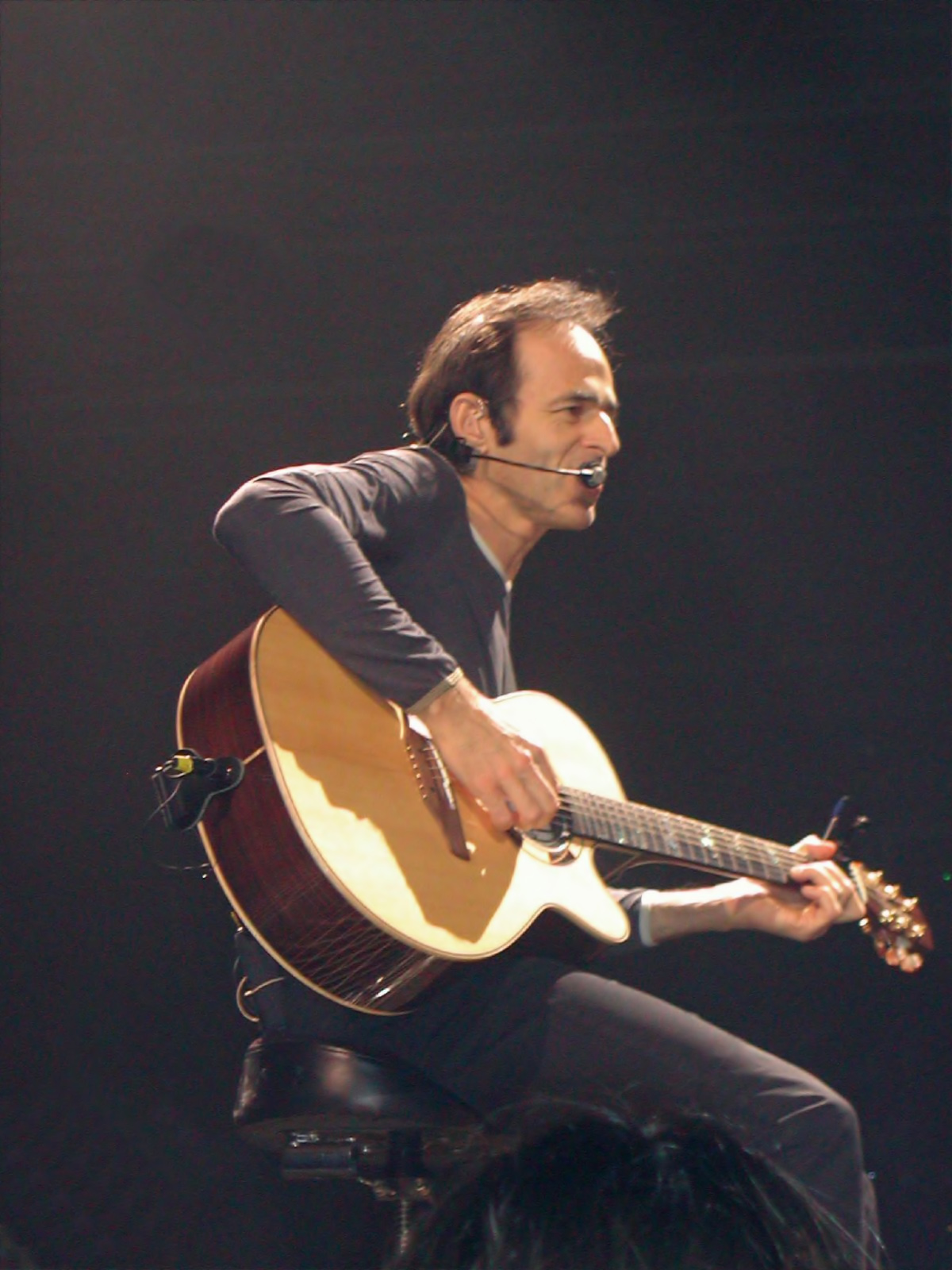
El cantante Jean-Jacques Goldman colaboró con Dion en varios de sus álbumes en francés, uno de ellos D'eux, considerado el más vendido del mundo en dicho idioma.

En 1993, Dion anunció sus sentimientos por su mánager al declararlo «el color de [su] amor» en la sección de dedicatorias de su tercer álbum en inglés, The Colour of My Love. Sin embargo, en lugar de criticar la relación, como ella temía, los fanes acogieron a la pareja. Finalmente, Angélil y Dion se casaron en una extravagante ceremonia el 17 de diciembre de 1994, que fue transmitida en vivo por la televisión canadiense.
Como la mayoría de su catálogo, The Colour of My Love tenía temas predominantes de amor y romance. Se convirtió en su disco más exitoso hasta el momento, vendiendo más de seis millones de copias en los Estados Unidos, dos millones en Canadá, y alcanzando el número 1 en muchos países. El álbum también produjo el primer sencillo número 1 de Dion en los EE. UU., Canadá y Australia, «The Power of Love» (una versión del éxito de Jennifer Rush de 1985), que se convertiría en su canción insignia en varios países hasta que alcanzó nuevas alturas en su carrera a finales de la década de 1990.
El sencillo «When I Fall in Love», un dueto con Clive Griffin, tuvo un éxito moderado en las listas de EE. UU. y Canadá, y fue nominado a dos premios Grammy, ganando uno. The Colour of My Love también se convirtió en el primer gran éxito de Dion en Europa, especialmente en el Reino Unido. Tanto el álbum como el sencillo «Think Twice» ocuparon simultáneamente el primer lugar en las listas británicas durante cinco semanas consecutivas. «Think Twice», que permaneció en el número 1 durante siete semanas, posteriormente se convirtió en el cuarto sencillo de una artista femenina en vender más de un millón de copias en el Reino Unido, mientras que el álbum fue finalmente certificado cinco veces platino por las dos millones de copias vendidas.
Dion se mantuvo fiel a sus raíces francesas y continuó lanzando muchas grabaciones francófonas entre cada álbum en inglés, las cuales, generalmente, recibieron más credibilidad que sus trabajos en inglés. En 1994, lanzó À l'Olympia, un álbum en vivo grabado durante uno de sus conciertos en el Olympia de París. Contó con un sencillo promocional, una versión en vivo de «Calling You», que alcanzó el puesto setenta y cinco en la lista de sencillos franceses. También grabó una versión bilingüe de «Petit Papa Noël» con Alvin y las Ardillas para el álbum navideño de 1994 A Very Merry Chipmunk. D’eux (también conocido como The French Album en los Estados Unidos) fue lanzado en 1995, y se convertiría en el álbum en francés más vendido de todos los tiempos. El álbum fue escrito y producido mayoritariamente por Jean-Jacques Goldman, y tuvo un éxito rotundo con los sencillos «Pour que tu m’aimes encore» y «Je sais pas». «Pour que tu m’aimes encore» alcanzó el número 1 en Francia y se mantuvo en esa posición durante doce semanas, recibiendo la certificación de Platino en el país. El sencillo también llegó al top 10 en el Reino Unido e Irlanda, un logro inusual para una canción en francés. «Je sais pas», el segundo sencillo del álbum, también alcanzó el número 1 en la lista de sencillos de Francia y fue certificado Plata.
A partir de mediados de los años noventa en adelante, los álbumes de Dion se construyeron generalmente sobre la base de baladas de soft rock melodramático, con toques de pop de ritmo rápido y ocasionales incursiones en otros géneros. Colaboró con escritores y productores como Jim Steinman y David Foster, quienes la ayudaron a desarrollar un sonido característico. Aunque las críticas variaban, sus lanzamientos funcionaban cada vez mejor en las listas internacionales, y en 1996 ganó el World Music Award como «Artista Femenina de Grabación Más Vendida del Mundo» por tercera vez. A mediados de los años noventa, ya se había establecido como una de las artistas más artistas más vendidas del mundo.

### 1996-1999: Éxito comercial en el mundo

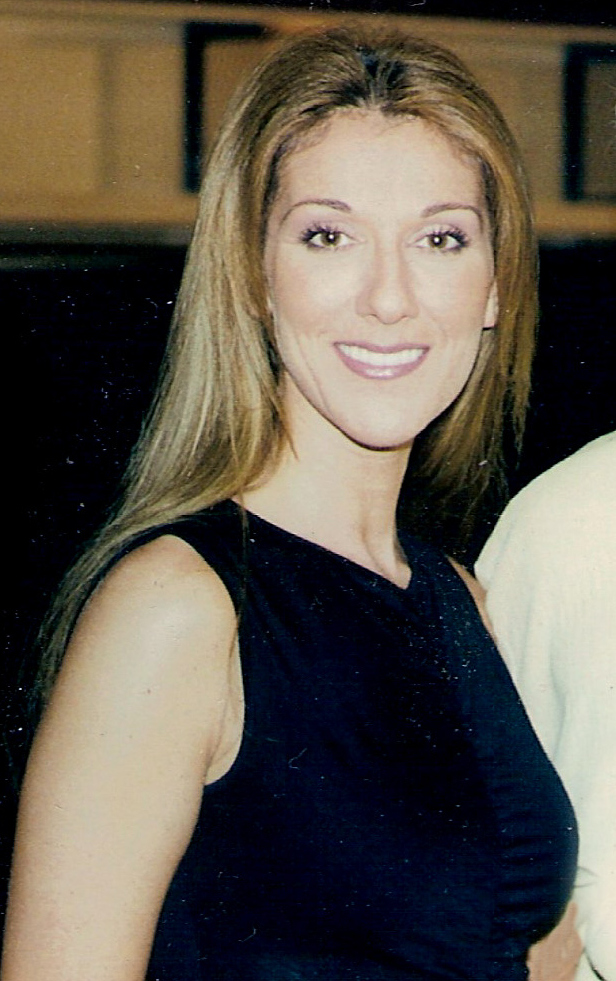
Juntos, los álbumes Falling Into You y Let's Talk About Love registraron ventas por más de 60 millones de copias y le otorgaron a Céline Dion cuatro premios Grammy, marcando el punto más alto de su carrera. En la imagen, la cantante en 1998.

Falling Into You fue su cuarto álbum de estudio en inglés, lanzado en 1996. Dicha producción la llevó al apogeo de su popularidad y le mostró un nuevo alcance de su música. En un intento para llegar a una audiencia más amplia, el álbum combinó muchos elementos orquestales, cantos africanos y elaborados efectos musicales, además de la integración del violín, la guitarra española, el trombón, el cavaquinho y el saxofón para la creación de un nuevo sonido. Los sencillos abarcaron una gran variedad de estilos. La canción que dio nombre al álbum, «Falling Into You» y «River Deep, Mountain High» (una versión del éxito de Ike & Tina Turner) hicieron prominente el uso de instrumentos de percusión; «It's All Coming Back to Me Now» (una versión del tema de Jim Steinman) y «All By Myself» (de Eric Carmen) mantuvieron una atmósfera de género soft-rock en combinación con el sonido de un piano clásico. El único sencillo número 1, «Because You Loved Me», fue una balada escrita por Diane Warren, que sirvió como tema central de la película de 1996, Íntimo y personal.
Falling Into You obtuvo los mejores comentarios en toda su carrera; aunque Dan Leroy escribió que no era muy diferente a su antecesor, Stephen Holden de The New York Times y Natalie Nichols de Los Angeles Times, afirmaron que este había sido mejor elaborado, otros críticos como Chuck Eddy de Entertainment Weekly, Stephen Thomas Erlewine de AMG y Daniel Durchholz, declararon el álbum como «convincente», «apasionado», «lleno de estilo», «elegante» y «muy bien elaborado». Falling Into You se convirtió en éxito de ventas y de crítica, encabezando las listas musicales en muchas partes del mundo, convirtiéndose en uno de los álbumes más vendidos de la historia. En los Estados Unidos alcanzó el puesto número 1 y fue certificado con 11 discos de platino, en representación de once millones de unidades vendidas en aquel país; en Canadá fue certificado con un disco de diamante por vender más de un millón de copias. La IFPI lo certificó con nueve discos de platino, un logro alcanzado solamente por otro álbum, Let's Talk About Love, el siguiente álbum de la cantante. También ganó dos premios Grammy por mejor álbum de pop y por álbum del año, el más alto honor en la academia de música que otorga dichos galardones. Su estatus mundial se solidificó cuando interpretó la canción «The Power of the Dream» en los juegos olímpicos de Antlanta en 1996. En marzo del mismo año, se embarcó en la gira Falling into You Tour para promocionar su álbum, ofreciendo conciertos alrededor del mundo durante más de un año.
Más tarde, publicó a su sucesor, Let's Talk About Love, el cual fue publicitado como su secuela. El proceso de grabación tuvo lugar en Londres, Nueva York y Los Ángeles, presentando una serie de invitados especiales, tales como Barbra Streisand en «Tell Him», los Bee Gees en «Immortality» y el mundialmente reconocido tenor italiano Luciano Pavarotti, en «I Hate You Then I Love You». Otros músicos invitados fueron Carole King, sir George Martin y la cantante jamaicana Diana King, quien le dio un matiz de reggae a «Treat Her Like a Lady». Al igual que Falling Into You, Let's Talk About Love fue próspero en ventas, alcanzando el primer lugar en las listas de ventas de varios países del mundo, logrando discos de platino en más de 24 naciones y convirtiéndose en el álbum más rápidamente vendido en la carrera de la cantante. En Estados Unidos, el álbum alcanzó la cima de las listas de ventas siete semanas después del lanzamiento, siendo certificado con diez discos de platino en representación de diez millones de copias vendidas en territorio estadounidense, mientras que en Canadá, el álbum vendió 230 212 copias en la primera semana lanzamiento. Finalmente, también fue certificado con un disco de diamante por vender un poco más de un millón de copias en aquel país. El sencillo de mayor éxito del álbum fue la balada de tendencias clásicas «My Heart Will Go On», compuesta por James Horner y Will Jennings; y producida por Horner y Walter Afanasieff. Esta canción sirvió como tema central del éxito de taquilla de 1997, Titanic; alcanzando el primer puesto en las listas de todo el mundo y convirtiéndose en la canción insignia de la cantante; también ganó el premio Óscar y el Globo de Oro en la categoría de mejor canción original. Igualmente, le otorgó a Dion dos premios Grammy de un total de cuatro, en las categorías de mejor interpretación vocal pop femenina y grabación del año; los otros dos premios le fueron entregados a los escritores de la canción. «My Heart Will Go On» y «Think Twice» hicieron de Dion la única artista en tener dos sencillos en el Reino Unido con más de un millón de copias vendidas. En apoyo a su álbum, se embarcó en la gira Let's Talk About Love Tour entre 1998 y 1999.

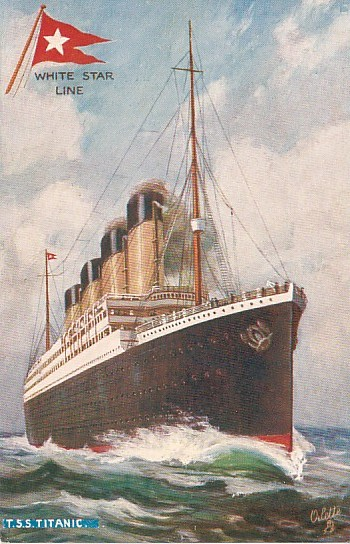
En 1997, Céline Dion grabó «My Heart Will Go On», que sirvió como tema central de la película Titanic. La canción vendió más de quince millones de copias, convirtiéndose en uno de los sencillos más vendidos de todos los tiempos.

Puso fin a la década de 1990 con el lanzamiento de tres exitosos discos: el álbum navideño These Are Special Times en 1998, el álbum en idioma francés S'il suffisait d'aimer y la recopilación de grandes éxitos All the Way... A Decade of Song en 1999. En These Are Special Times, se involucró un poco más en el proceso de composición coescribiendo la canción «Don't Save It All For Christmas Day» junto a Ric Wake y Peter Zizzo. Este álbum fue de mayor tendencia clásica, con arreglos orquestales en prácticamente todas las canciones. El sencillo «I'm Your Angel», un dueto con el rapero R. Kelly, se convirtió en su cuarta canción en ocupar el primer lugar en Estados Unidos, y en un éxito más alrededor del mundo. La recopilación All the Way... A Decade of Song reunió las canciones más exitosas de la cantante, siete de ellas inéditas. Entre estas están «That's the Way It Is», «The First Time Ever I Saw Your Face» (una versión del éxito de Roberta Flack), y «All the Way», un dueto con Frank Sinatra. La recopilación se convirtió en un éxito en todo el mundo, alzando el número 1 en Estados Unidos durante tres semanas, siendo certificado con siete discos de platino, en representación de siete millones de unidades vendidas. All the Way... A Decade of Song también se ubicó en lo más alto de las listas en países como el Reino Unido, Canadá y Australia.
Su álbum en francés S'il suffisait d'aimer también disfrutó de la aceptación del público en general, encabezando las listas de los principales países franco parlantes, entre ellos Francia, Suiza, la región belga de Valonia y Canadá. En Francia, fue certificado con disco de diamante por vender 1,5 millones de copias. Para finales de la década, Celine Dion consiguió vender más de 100 millones de álbumes en todo el mundo y logró ganar una gran cantidad de premios de la industria. En 1998, su estatus como una de las divas del pop más grandes de la industria musical se consolidó aún más cuando participó en el concierto especial de la cadena VH1, Divas Live, al lado de grandes artistas como Aretha Franklin, Gloria Estefan, Shania Twain y Mariah Carey. Ese mismo año recibió dos de las más importantes condecoraciones de su país natal: «Oficial de la Orden de Canadá por su destacada contribución al mundo de la música contemporánea» y «Oficial de la Orden Nacional de Quebec». Un año después, fue incluida en el salón de fama de Canadá y a su vez, fue homenajeada con una estrella en el paseo de la fama de ese país.
Durante este tiempo, el género pop-rock que fue notable durante sus primeros trabajos musicales fue sustituido por un sonido con tendencias contemporáneas para adultos. Sin embargo, el tema del «amor» estuvo muy presente a lo largo de esta década, lo que llevó a algunos críticos a tildar su música como banal. Otros críticos como Elysa Gardner y José F. Promis elogiaron su voz durante este tiempo, describiéndola como una «maravilla técnica»; sin embargo otros, como Steve Dollar, quién calificó el álbum These Are Special Times declaró que Dion era «una vocalista olímpica, para la que no existe una montaña —ó escala— lo suficientemente alta».

### 2000-2002: Interrupción de su carrera

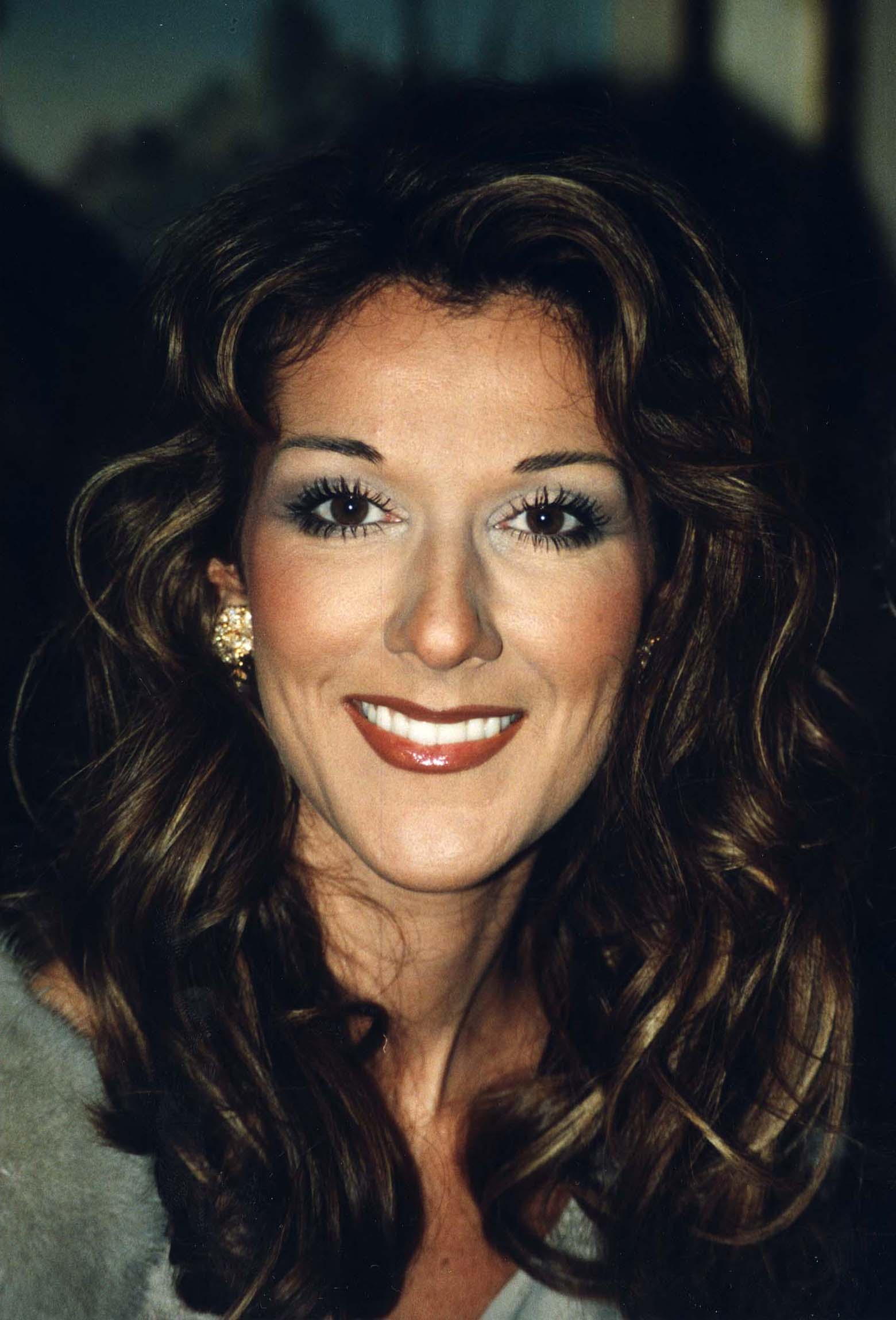
Dion en el año 2000

Luego de lanzar y promocionar trece álbumes durante la década de los noventa, Dion declaró que necesitaba un tiempo para establecerse y anunció en su último álbum All the Way... A Decade of Song su necesidad de «dar un paso atrás y disfrutar la vida».
A Angélil le fue diagnosticado cáncer de garganta, lo que también lo llevó a dar una pausa. Durante este receso no dejó de ser el centro de atención: en el 2000, la revista National Enquirer publicó una falsa historia acerca de la cantante. Blandiendo la imagen de ella y su pareja, la revista citó incorrectamente la frase «Céline - ¡Estoy embarazada de gemelos!», cosa que llevó a la cantante a demandar a la revista por veinte millones de dólares. En la siguiente publicación, los editores de Enquirer publicaron una extensa disculpa y retractación, y donaron el dinero a la asociación americana de oncología en honor a Dion y su esposo. Un año después del incidente y luego de someterse a diversos tratamientos de fertilidad, dio a luz a su primer hijo, René-Charles Dion Angélil, el 25 de junio de 2001 en la Florida. Después de los ataques del 11 de septiembre, regresó a la escena musical cantando «God Bless America», en una presentación televisada en el concierto benéfico Norteamérica: Un homenaje a los héroes. Sobre esto, Chuck Tylor escribió en Billboard: 

«Su presentación... nos trae a la mente lo que la ha convertido en una de las cantantes más famosas de nuestro tiempo: la habilidad de hacer que nuestra alma se sacuda de emoción. Afectando significativamente y llena de gracia, esta es una reflexión musical para compartir con todos nosotros, que aún seguimos buscando modos de hacer frente a la situación».

En diciembre del mismo año lanzó su primera autobiografía: Mi historia, mi sueño, en donde relata su historia de pobreza a riqueza.

### 2002-2003: Regreso a los escenarios

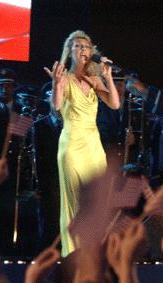
Céline Dion cantando «God Bless America» con los miembros de la banda del mando de reserva de la Fuerza Aérea de Estados Unidos, en 2002.

El lanzamiento del álbum A New Day Has Come en marzo de 2002, marcó su regreso a la industria musical después de un retiro de tres años. Este trabajo musical mostró el lado más personal de la cantante, y a su vez el más maduro, con canciones como «A New Day Has Come», «I'm Alive» y «Goodbye's (The Saddest Word)», que fueron el resultado de un cambio a raíz de sus nuevas responsabilidades maternales, y que según sus propias palabras: «el convertirse en madre te hace crecer». Dion declaró: 

Un nuevo día ha llegado, para Rene, para mi, es el bebé. La canción «A New Day Has Come» representa muy bien el estado de ánimo que siento ahora. Todo el álbum lo representa.

A New Day Has Come debutó en el puesto número uno en 17 países, incluidos Reino Unido y Canadá. En Estados Unidos, el álbum debutó en el primer puesto de la lista Billboard 200, con 527 000 copias vendidas, siendo el primer debut de la cantante en lo más alto de esta lista. Finalmente, recibió tres discos platino en Estados Unidos y seis en Canadá.
Mientras que el álbum era todo un éxito en ventas, algunos críticos sugirieron que era «fácil de olvidar» y que las letras «no tenían vida». Tanto Rob Sheffield de Rolling Stone y Ken Tucker de Entertainment Weekly alegaron que la música de Dion no había madurado en nada durante su retiro y calificaron su nuevo trabajo como «banal» y «mediocre». Por otro lado, Sal Cinqueman de la revista Slant tildó al álbum como una «colección extensa de fluffler pegajoso, popero y chiflado». El primer sencillo, «A New Day Has Come», debutó en el puesto veintidós de la lista Billboard Hot 100, siendo tan solo un lanzamiento en radio. En la lista de música contemporánea para adultos, el sencillo ocupó el primer lugar durante veintiún semanas consecutivas, batiendo el récord impuesto por Phil Collins con «You'll Be in My Heart» y por la propia Dion con «Because You Loved Me», ambos con 19 semanas en el primer lugar. Durante el 2002, participó en muchos conciertos benéficos, entre ellos el de VH1 Divas Live, en apoyo a la fundación Save the Music, al lado de otras grandes artistas como Anastacia, las Dixie Chicks, Mary J. Blige, Whitney Houston, Cyndi Lauper, Shakira, Stevie Nicks y Cher. A New Day Has Come registró ventas por más de doce millones de copias.
Inspirada en experiencias personales, lanzó One Heart, en 2003; un álbum en el que la cantante representa su aprecio por la vida. Tuvo tendencias más allegadas al dance, una clara diferencia a las baladas melodramáticas que alguna vez tuvieron una buena acogida por la crítica y el público en general. Aunque el álbum logró un éxito moderado, One Heart recibió críticas mixtas, y palabras tales como «previsible» y «comercial» aparecieron hasta en las críticas más severas. Una versión con tendencias dance-pop y rock and roll del éxito de Cyndi Lauper, «I Drove All Night» de 1989, fue lanzada para promocionar una nueva campaña de la empresa automovilística Chrysler. El acuerdo de publicidad en sí, fue recibido con críticas mixtas, e incluso algunos críticos llegaron a pensar que Dion solo trataba de complacer a sus patrocinadores. Sin embargo, personas como Bonita Stewart, quien fue directora de Chrysler Group Marketing Communication aclaró que «Chrysler se guio por su atractivo que cruzaba líneas étnicas», agregando: «[Dion] trae sofisticación, refinamiento, romance y pasión a la marca».
Luego del lanzamiento de One Heart, lanzó su siguiente álbum en idioma inglés: Miracle, en 2004. Este fue un trabajo multimedia concebido entre la cantante y la fotógrafa Anne Geddes, centrado en el tema de los bebes y la maternidad. Miracle ofrecía un gran número de canciones de cuna y de amor maternal, entre ellas, dos versiones muy sobresalientes: «What a Wonderful World» de Louis Armstrong y «Beautiful Boy» de John Lennon. Sin embargo, el álbum recibió críticas mixtas, Stephen Thomas Erlewine de Allmusic le dio a Miracle tres de cinco estrellas, diciendo que «Lo peor que puedes decir de este álbum es que no tiene sorpresas, pero el público no las quiere, ellos quieren sentirse cómodos, ya sea con su música brillante o sus fotos artísticas de recién nacidos, Miracle tiene ambos, lo que lo hace atractivo para las nuevas madres de su audiencia». Chuck Taylor de la revista Billboard escribió que el sencillo «Beautiful Boy» era «una joya inesperada» y llamó a Dion «una artista intemporal, sumamente versátil», sin embargo, Chuck Arnold de la revista People, lo calificó como excesivamente sentimental, mientras que Nancy Miller de Entertainment Weekly opinó que «todo acto de la madre tierra es solo el oportunismo renaciente». Miracle debutó en el puesto número cuatro de la lista Billboard 200 y en el número 1 en Canadá, y fue finalmente certificado con un disco de platino por la RIAA.
El álbum en idioma francés 1 fille & 4 types, lanzado en octubre de 2004 tuvo más éxito que sus dos lanzamientos anteriores, y mostró a la cantante tratando de alejarse de su imagen de «diva». Reclutó nuevamente a Jean-Jacques Goldman, Gildas Arzel, Eric Benzi y Jacques Veneruso, con quienes ya había trabajado en sus dos álbumes en francés mejor vendidos: S'il suffisait d'aimer y D'eux. Bautizado como «el álbum del placer» por la misma Dion, la portada del álbum mostró una imagen de la cantante más fresca y relajada, a diferencia de las poses coreografiadas que usualmente aparecieron es sus demás discos. El álbum logró un amplio éxito comercial en Francia, Canadá y Bélgica, donde alcanzó el número uno. En Francia, 1 fille & 4 types debutó en el número uno y fue certificado con dos discos de platino por la venta de cerca de 700 000 copias. El crítico Stephen Erlewine de Allmusic escribió que la voz de la cantante «estaba de vuelta en su punto de juego más alto» y que estaba «regresando al pop básico y actuando en un nivel nunca antes alcanzado». A pesar de recibir críticas muy buenas, no logró igualar el éxito comercial de otros lanzamientos anteriores.
Álbumes como The Collector's Series, Volume One, de 2000, y One Heart, de 2003, no recibieron buenas críticas. Sus canciones no sonaron mucho en la radio, pues este medio comenzó a enfocarse en canciones de mayor tempo, con ritmos urbanos y hip-hop, lo cual no solo afectó a la cantante, sino a otras baladistas de su mismo estilo como Mariah Carey y Whitney Houston. Sin embargo para el año 2004, Dion había acumulado ventas por más de 175 millones de álbumes en todo el mundo, recibiendo el premio Chopard Diamond -galardón especial de los World Music Awards- por sus logros. De acuerdo a la web oficial de World Music Awards: el premio era raro y no se entregaba todos los años, y un artista solo podría recibirlo cuando presentara ventas por más de cien millones de discos en toda su carrera, cosa que la cantante logró a finales del siglo XX.

### 2003-2007:A New Day...espectáculo en Las Vegas

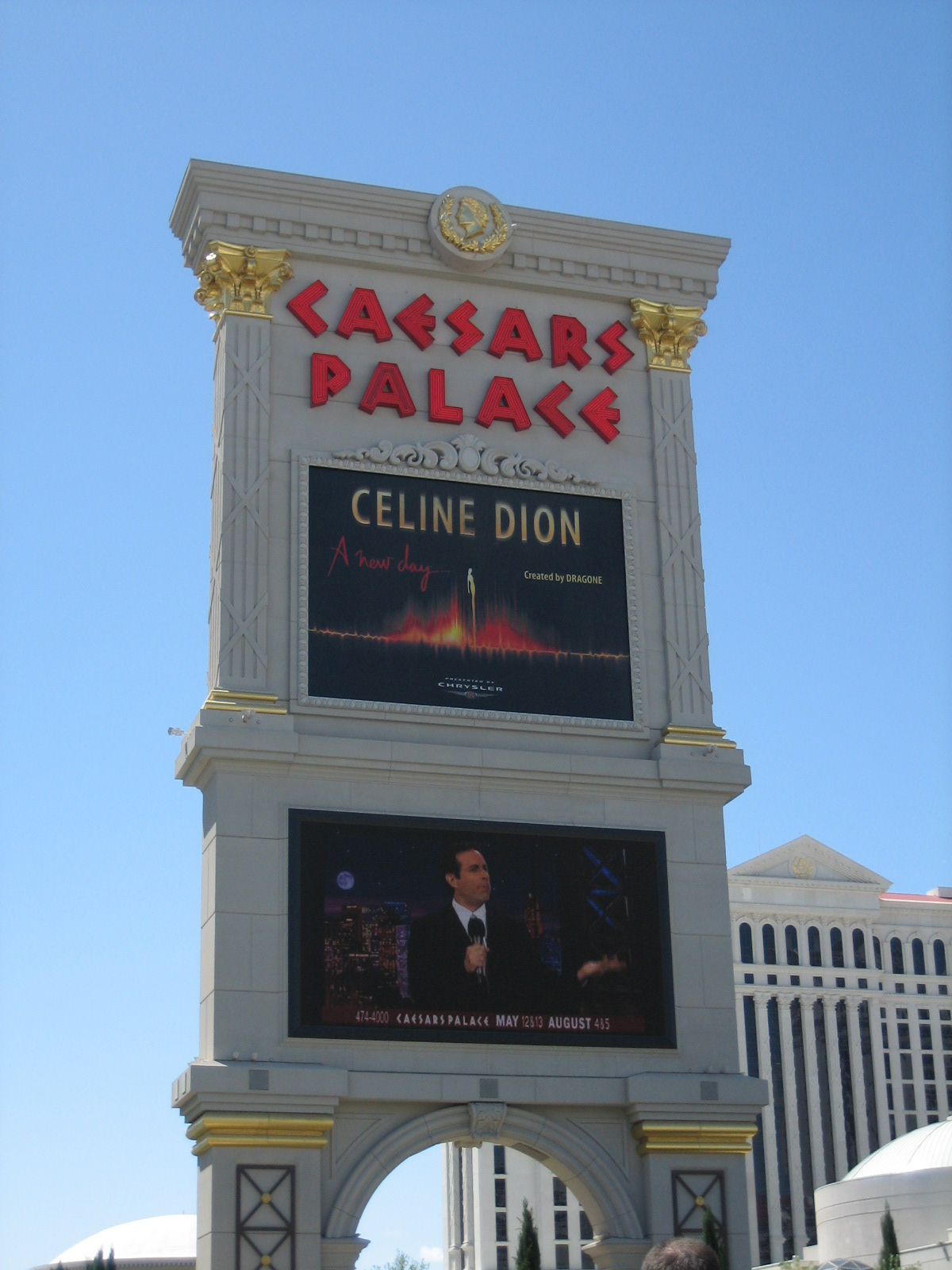
Anuncio del show A New Day... de Céline Dion en el hotel Caesars Palace.

A comienzos de 2002, Dion anunció un contrato de 600 conciertos, cinco por semana, de su nuevo espectáculo A New Day...(show), en el coliseo del hotel Caesar's Palace, en Las Vegas. Esta decisión fue considerada «como una de las más inteligentes, financieramente, que una artista haya tomado en años». Dion concibió la idea de este espectáculo después de ver O de Franco Dragone durante su receso de la escena musical. El primer concierto tuvo lugar el 25 de marzo de 2003, en un auditorio para 4000 personas diseñado especialmente para su show. Muchas celebridades acudieron la noche de inauguración, entre ellas: Dick Clark, Alan Thicke, Kathy Griffin y Justin Timberlake, quienes también fueron anfitriones en el especial para televisión. El espectáculo, diseñado por Dragone, fue una combinación de danza, música y efectos visuales, este incluía a Dion interpretando sus más grandes éxitos, acompañada de un gran número de bailarines y de efectos visuales en pantalla. El crítico Mike Weatherford admitió que en un primer momento, Dion no se veía muy relajada, y que a veces, no se le podía ver entre la excesiva ornamentación del escenario y los bailarines. Sin embargo, también señaló que el espectáculo se había vuelto más agradable, debido al mejor desempeño de la cantante en el escenario y a su sencillo atuendo.
El show fue muy bien recibido por la audiencia, y pesar de las quejas sobre el excesivo costo de la boletería, todas las entradas se vendieron, incluso, hasta el último concierto realizado en 2007; la boleta de ingreso tenía un valor promedio de 135,33 dólares estadounidenses. El show fue coreografiado por Mia Michaels, una bailarina de renombre mundial. Según Pollstar, Dion vendió cerca de 322 000 entradas hasta mediados de 2005, con un ingreso de 43,9 millones de dólares, y para julio del mismo año ya había agotado las entradas de 315 conciertos, de un total de 384. Para finales de 2005, la cantante había recaudado más de 76 millones de dólares, colocándose en el sexto lugar de la revista Billboard's Money Makers List for 2005 (Lista Billboard de fabricantes de dinero del año 2005). A New Day... fue la sexta serie de conciertos mejor vendida del año 2006. Debido a tal éxito, su contrato fue ampliado hasta el año 2007 por una suma no revelada. El 5 de enero de 2007 se anunció el final del espectáculo para el 15 de diciembre de ese mismo año, y la venta de boletería para dicha temporada se abrió desde el mes de marzo.
Durante todo ese tiempo, el show tuvo un ingreso total bruto de 400 millones de dólares y fue visto por más de tres millones de fanáticos. El DVD del espectáculo salió a la venta el 10 de diciembre de 2007 en Europa y un día después en América.

### 2007-2010:D'elles,Taking Chances, gira mundial y documental

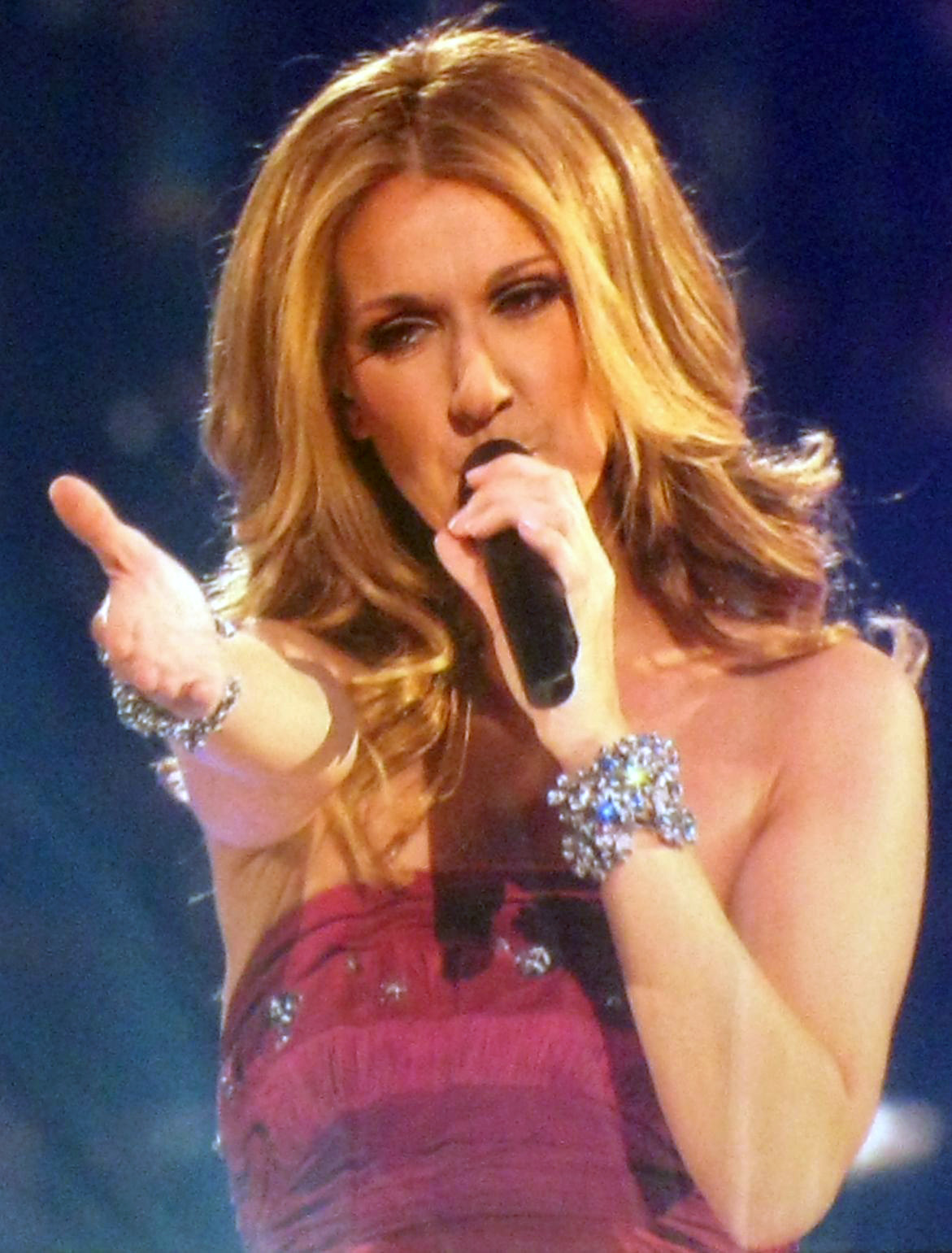
Céline Dion cantando «Taking Chances» en la gira Taking Chances World Tour en el Bell Centre de Montreal, Canadá, el 15 de septiembre de 2008.

Su siguiente álbum en francés, D'elles, fue lanzado el 21 de mayo de 2007, debutando en el número uno de las listas de popularidad canadienses, con 72 200 copias vendidas en la primera semana. Esto marcó su décimo álbum número 1 en la era SoundScan (sistema encargado de la contabilización de ventas discográficas) y el octavo en debutar en la primera posición. En Canadá, el álbum fue certificado con dos discos de platino, y en la primera semana de lanzamiento, ya había vendido medio millón de copias en el mundo. D'elles también alcanzó el puesto número uno en países como Francia y Bélgica. El primer sencillo, «Et s'il n'en restait qu'une (je serais celle-là)» debutó en lo más alto de las listas en Francia un mes antes del lanzamiento del álbum.
Su siguiente álbum en inglés, Taking Chances, fue lanzado el 12 de noviembre del mismo año en Europa y al día siguiente en América. Fue su primer álbum de estudio desde One Heart en 2003, que también fue inspirado en música R&B y rock. Dion colaboró con John Shank y con el exguitarrista del grupo Evanescence, Ben Moody, así como Kristian Lundin, Peer Astrom, Linda Perry, la cantante nipona Yuna Ito, y el cantautor de R&B Ne-Yo. Dion declaró: 

Creo que este álbum representa una evolución positiva en mi carrera... me siento fuerte, tal vez un poco más valiente que en el pasado, así como una apasionada de la música y la vida como lo fue siempre.

Dion se embarcó en la gira Taking Chances Tour el 14 de febrero de 2008 en Sudáfrica. Dicha gira tuvo una duración de un año y recorrió los cinco continentes con 132 conciertos en diversos estadios y arenas del mundo, siendo vista por más de 3.000.000 de espectadores en todo el mundo. Taking Chances Tour fue todo un éxito en Estados Unidos y Canadá, agotando toda la boletería y ocupando el número uno en el Billboard BoxScores (lista que mide los ingresos de las giras de los artistas). Adicionalmente, apareció en el programa Idol Gives Back en su segundo año de emisión. Céline Dion fue nominada para ocho premios Juno en 2008, liderando el grupo de canadienses nominados a estos premios y añadiéndolas a sus 53 candidaturas anteriores. Sus nominaciones incluyeron: artista del año, álbum pop del año (por Taking Chances), álbum francófono del año (por D'elles) y álbum del año (tanto para Taking Chances y D'elles). Al año siguiente recibió otras tres nominaciones, esta vez por
premio del público, canción del año (por «Taking Chances»), y la de DVD musical del año (por Live in Las Vegas - A New Day ...).

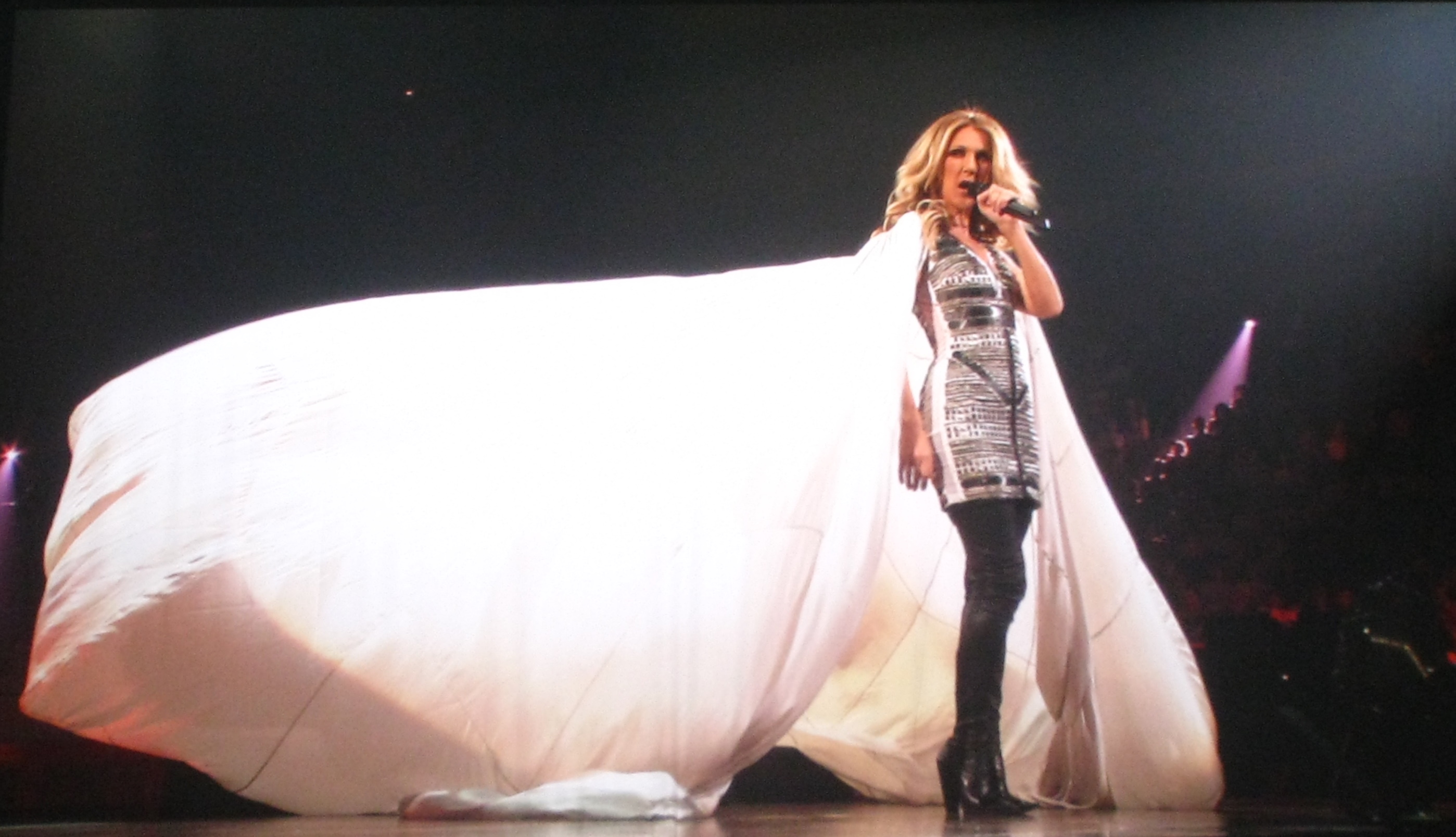
Céline Dion cantando "Eyes on me" en el Taking Chances World Tour, el 19 de agosto de 2008 en Montreal, Canadá.

El 22 de agosto de 2008 se presentó en un espectáculo gratuito, exclusivamente en habla francesa, a las afueras de Plains of Abraham, en Quebec, Canadá, en conmemoración del aniversario número cuatrocientos de Quebec. A la celebración atendieron cerca de 490 000 personas (incluidos los que la siguieron por televisión). El concierto, llamado Céline sur les Plaines, fue lanzado en DVD el 11 de noviembre del mismo año en Quebec, y fue puesto a la venta el 20 de mayo del año siguiente en Francia. Para finales de octubre fue lanzada su primera recopilación de grandes éxitos completamente en inglés titulada: My Love: Essential Collection, disponible en dos formatos diferentes. En mayo de 2009, fue nombrada la vigésima mejor artista de la década en Estados Unidos y la segunda artista femenina con más ventas de la década en ese mismo país, con un estimado de 17,57 millones de álbumes vendidos. Ese mismo año, la revista Forbes informó de que Dion ganó cerca de 100 millones de dólares en 2008. La revista Pollstar reveló que la cantante era la solista con más recaudación en una gira de la década, y que era la segunda en general, solo superada por Dave Matthews Band. Dion recaudó 522,2 millones de dólares durante la década, gran parte de ellos gracias a su residencia de cinco años en el Caesars Palace.

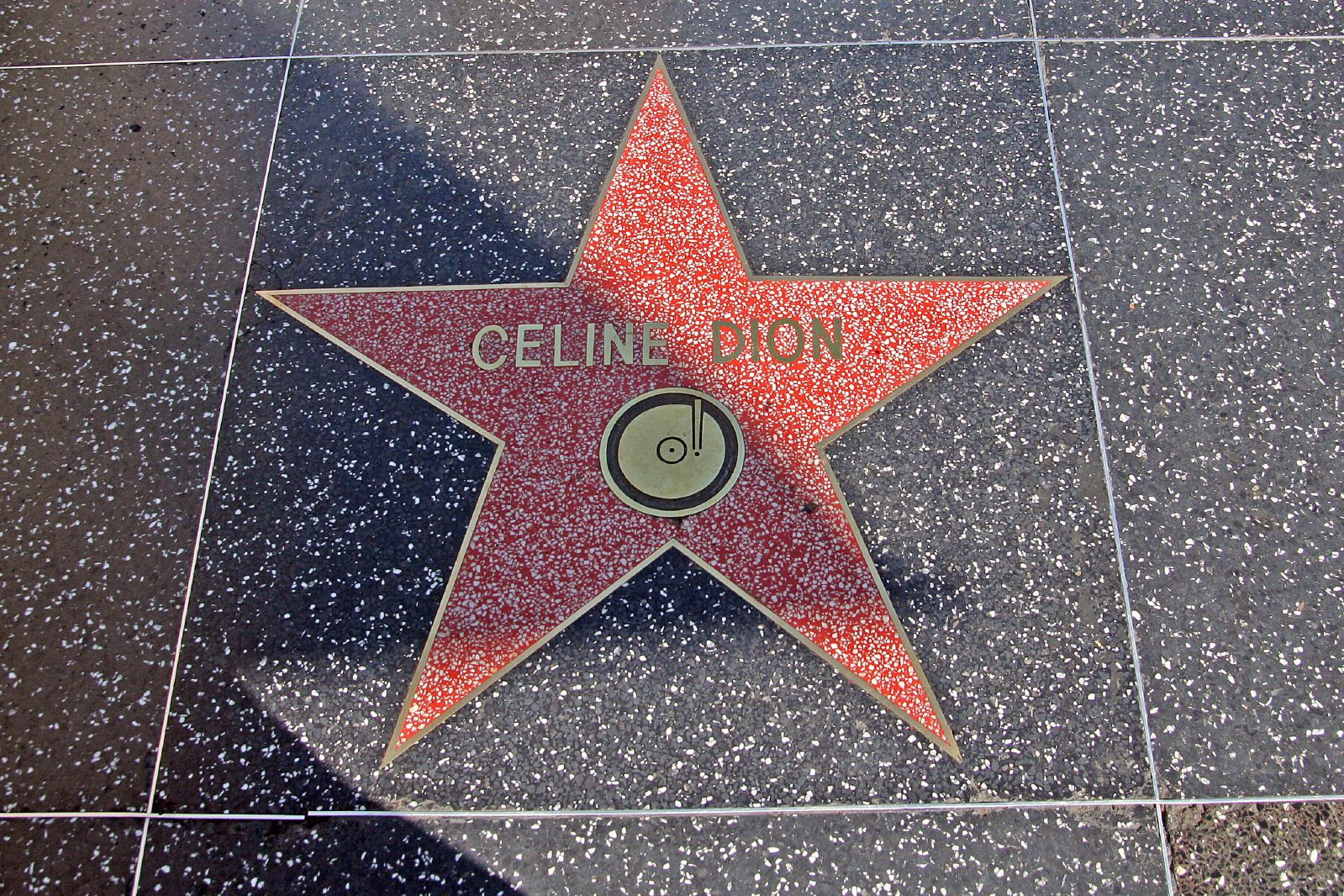
Estrella de Céline Dion en el Paseo de la Fama de Hollywood.

El 17 de febrero de 2010 Dion lanzó en los cines un documental grabado en su gira Taking Chances Tour llamado: Celine: Through the Eyes of the World. El documental muestra imágenes detrás de escena de la cantante, ya sea dentro o fuera del escenario, junto con imágenes de su familia, quienes la acompañaron durante la gira. El distribuidor de dicho documental fue la subsidiaria de Sony Pictures, Hot Ticket. Celine: Through the Eyes of the World fue lanzado en formato Blu-ray y DVD el 4 de mayo del mismo año, junto con el CD y DVD de Taking Chances World Tour: The Concert, una crónica de su gira mundial del mismo nombre.

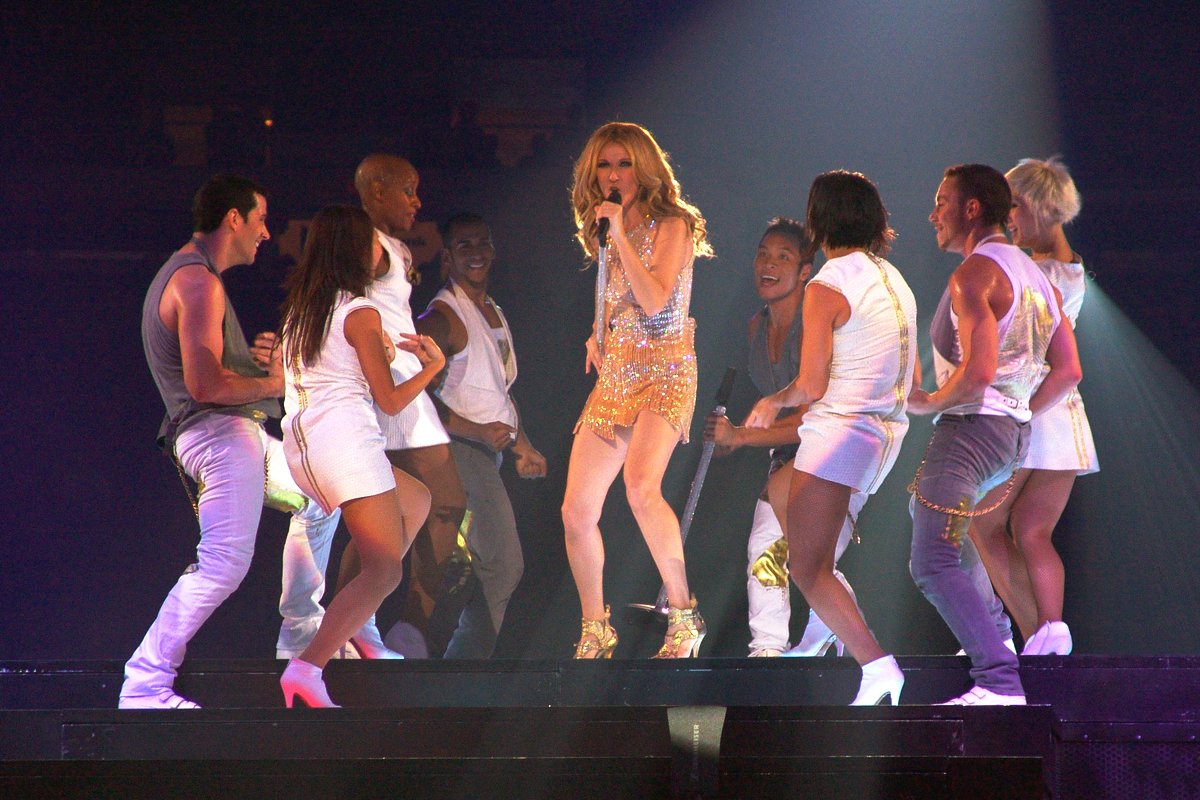
Céline Dion y sus bailarines en un concierto en septiembre de 2008 en Long Island, Nueva York.

En enero de 2010, Los Angeles Times presentó la lista anual de las diez personas con mayor recaudación del año, y reveló que la cantante era la número uno en ese año y en toda la década, con 747,9 millones de dólares en ingresos totales desde 2000 hasta 2009, la mayor parte de los cuales se recaudaron mediante boletería, con un total de 522,2 millones de dólares. además, fue nombrada la artista de la década, en su provincia natal canadiense en Quebec, anunciado por el periódico Le Journal con sede en Montreal en diciembre de 2009. Una votación pública en línea fue realizada en esa ciudad para ver quien merecía dicho premio.
Por otra parte, en mayo de 2010, la firma Harris Poll nombró a Dion como la artista más popular de Estados Unidos, junto con otros artistas como Elvis Presley, U2 y The Beatles, de acuerdo a factores de género, afiliación política, región, residencia geográfica e ingresos. En concreto, Dion es la artista más popular según la población femenina, así como entre todos los demócratas, los que viven al este y al sur de Estados Unidos, y los que tienen ingresos entre 35k y 74,9k dólares.
En septiembre de 2010, lanzó el sencillo «Voler», un dueto con el cantante francés Michel Sardou, que fue incluido en su álbum Être une femme 2010. Además, se anunció en octubre de ese mismo año que Dion había escrito y compuesto una nueva canción para la cantante canadiense Marc Dupré, titulada «Entre deux Mondes».

### 2011-2012:Sans Attendre,Loved Me Back to Lifey regreso a Las Vegas

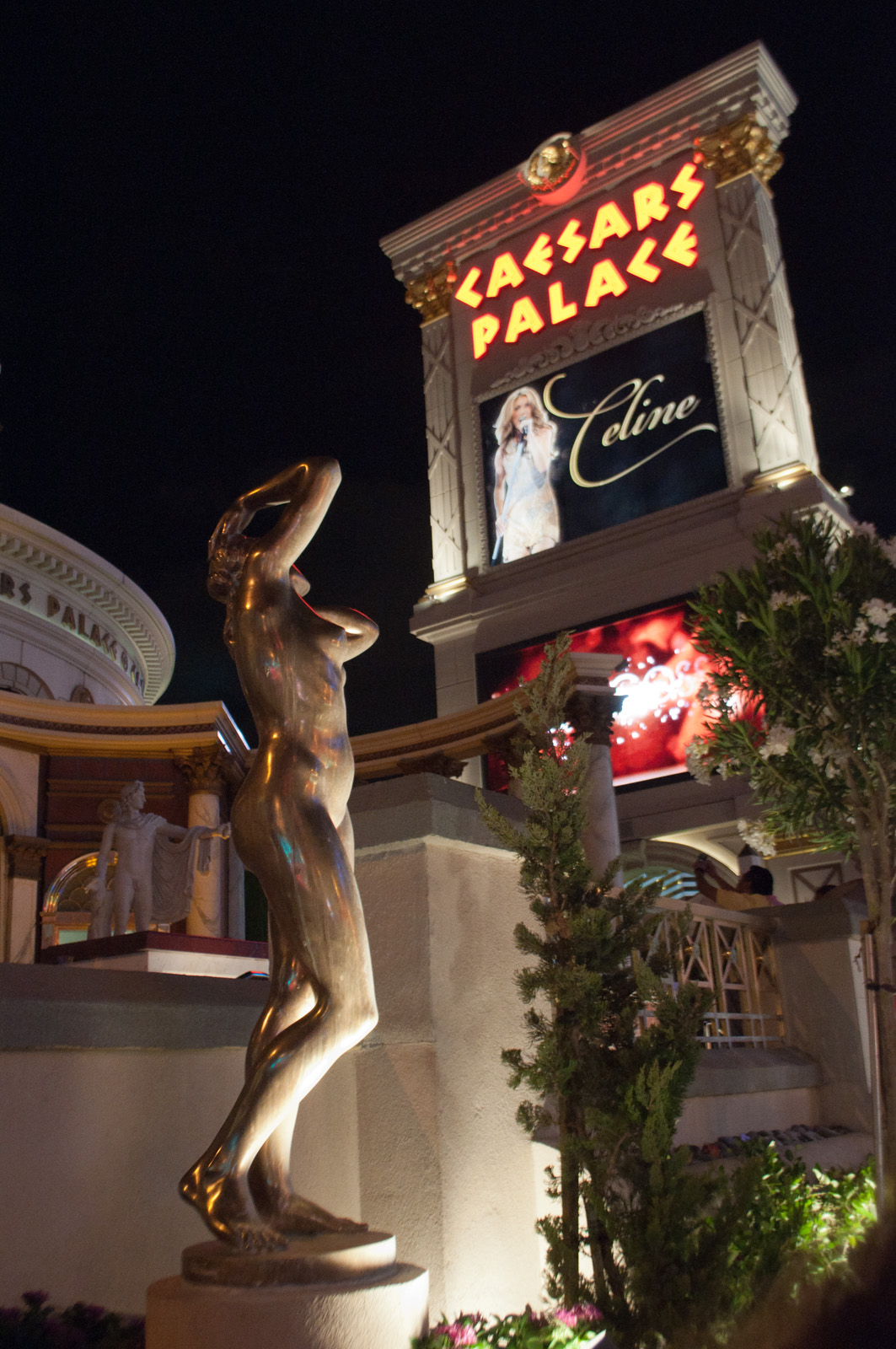
Anuncio publicitario del espectáculo Celine en el hotel Caesars Palace.

En una entrevista para la revista People publicada en febrero de 2010, Dion anunció que regresaría al coliseo del Caesars Palace con Celine, un nuevo show de tres años de duración, con 70 conciertos por año y con fecha de inicio para el 15 de marzo de 2011. Dion declaró que en su nuevo espectáculo «incluiría en el repertorio todas las canciones que el público quisiera oír», y que «contaría con una selección de música de películas clásicas de Hollywood». En preparación para su regreso a Las Vegas, Dion hizo una aparición en el programa The Oprah Winfrey Show que estaba en su última temporada, y habló de su nuevo espectáculo en el Caesars, así como de su familia. Además, por sexta vez –un récord– apareció en la octogésima tercera entrega de los premios Óscar, cantando «Smile», como parte del segmento «In Memoriam».
El 4 de septiembre del mismo año, la cantante apareció en el MDA Labor Telethon Event, en donde interpretó una versión grabada de «Open Arms», la cual pertenecía a su espectáculo en Las Vegas. El 1 de octubre, la cadena OWN Network estrenó un documental sobre la vida de la cantante meses antes de su segundo embarazo, hasta los preparativos de su espectáculo en Las Vegas, bajo el título Celine: 3 Boys and a New Show. El documental llegó a ser el segundo programa con mayor sintonía en TV OWN Canada. El mismo mes, la página web FlightNetwork.com realizó una encuesta a 780 participantes, preguntándoles «cual artista les gustatía sentar a su lado en un avión». Dion se alzó como la favorita, con el 23.7% de los votos a favor.

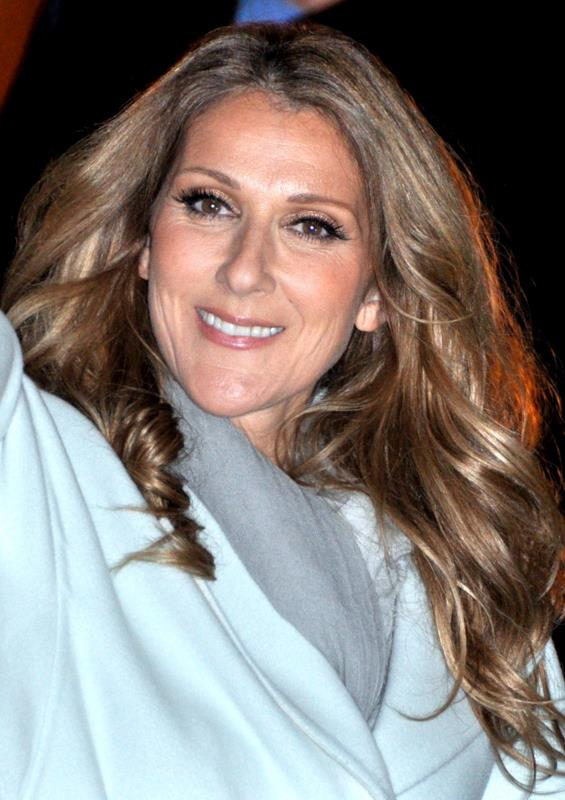
Céline Dion en la grabación de «Vivement dimanche» en noviembre de 2012

El 15 de septiembre, realizó una aparición en un concierto gratuito auspiciado por el tenor italiano Andrea Bocelli, en el Central Park de Nueva York. El mismo mes, la cantante lanzó su décima cuarta fragancia de su colección Celine Dion Parfums llamada «Signature». En enero de 2012, participó en el décimo sexto Festival de Jazz y Blues en Jamaica. También, se anunció oficialmente el estreno de su siguiente álbum en inglés para el mismo año.
En junio, Dion dio una entrevista en The Today Show en Estados Unidos, en donde se dio a conocer un material en video que mostraba a la cantante grabando una nueva canción titulada «Didn't Know Love». Un artículo en Le journal Montréal anunció que su siguiente álbum sería lanzado en octubre del mismo año y que sería titulado Loved Me Back to Life. Dion declaró que el álbum contendría versiones de algunas de las canciones interpretadas en su espectáculo Celine, así como nuevos temas. Finalmente el disco, previsto para abril de 2013, se decidió posponer hasta otoño, tras una reunión con el equipo directivo de Angèlil y la discográfica. Algunos productores notables anunciados para el álbum fueron Babyface, Ne-Yo y Eg White. También fue confirmado un dúo entre la cantante y Stevie Wonder, en una nueva versión del éxito de este último, «Overjoyed». El disco debutó en el puesto número dos en Estados Unidos, con más de 250.000 copias vendidas en un solo día.
Su siguiente álbum en francés, Sans attendre, fue lanzado el 5 de noviembre de 2012 y su primer sencillo, «Parler à mon père», se estrenó el 2 de julio del mismo año. El álbum debutó en el primer puesto de las listas de popularidad canadienses, vendiendo 92 135 copias, tiempo después fue certificado con tres discos de platino en representación de 240 000 copias vendidas. En Francia, se ubicó como número uno tras vender 95 569 copias, convirtiéndose en el segundo lanzamiento más exitoso del año por debajo de Le bal des Enfoirés de Les Enfoirés. Para marzo de 2013, el álbum vendió 645 285 copias en territorio galo y fue certificado con un disco de diamante. Sans attendre entró en el top 20 en ocho países y fue certificado con dos discos de platino en Bélgica y un disco de oro en Polonia y Suiza. Dion se embarcó en el Tour sin asistencia en noviembre de 2013 y se presentó en Bélgica y Francia.

### 2014–2021: Muerte del marido,Encore un soir,Courage, y regreso a Las Vegas
El 13 de agosto de 2014, Dion anunció el aplazamiento indefinido de todas sus actividades, incluyendo el show de residencia en el Caesars Palace y la cancelación de su gira por Asia, debido al empeoramiento de la salud de su esposo tras la eliminación de un tumor canceroso en diciembre de 2013. Sin embargo, el 20 de marzo de 2015, Dion confirmó que regresaría al Coliseo del Caesars Palace a finales de agosto de 2015. 
El 14 de enero de 2016, Dion canceló las restantes actuaciones de enero debido a la muerte de su esposo y de su hermano, ambos por cáncer, en el mismo fin de semana. Dion reanudó su residencia el 23 de febrero ante una multitud y recibió críticas favorables.
En octubre de 2015, Dion anunció en redes sociales que había comenzado a trabajar en un nuevo álbum en francés, compartiendo una foto junto al cantante argelino Zaho. El sencillo en francés «Encore un soir» fue lanzado el 24 de mayo de 2016. El 20 de mayo, lanzó una versión de la canción de Queen «The Show Must Go On» con Lindsey Stirling al violín, la cual interpretó en los Billboard Music Awards de 2016 cuando recibió el Billboard Icon Award (entregado por su hijo René-Charles Angelil) en reconocimiento a su carrera de más de tres décadas.
El nuevo álbum en francés de la cantante, Encore un soir, fue lanzado el 26 de agosto de 2016, encabezando las listas en Francia, Canadá, Bélgica y Suiza, y siendo certificado como disco de Diamante en Francia, dos veces Platino en Canadá y Platino en Bélgica y Suiza. Desde entonces, ha vendido más de 2.5 millones de copias en todo el mundo. Entre 2016 y 2017, Dion realizó dos giras exitosas en Europa y Canadá, que se convirtieron en las más destacadas de esos veranos. El 9 de septiembre de 2016, lanzó «Recovering», una canción escrita por P!nk para Dion, que trata sobre el proceso de duelo tras la muerte de su esposo.
En marzo de 2017, Dion grabó «How Does a Moment Last Forever» para la película de Disney La Bella y la Bestia. Volvió a presentarse en los Billboard Music Awards de 2017, homenajeando los veinte años de su canción «My Heart Will Go On», lo que se convirtió en uno de los momentos más destacados de la noche.
En enero de ese año, anunció a través de un vídeo en redes sociales su gira de verano Céline Dion: Live 2017. La gira llevó a Céline por varias ciudades europeas por primera vez en ocho años. Comenzó el 15 de junio en el Royal Arena de Copenhague y continuó en Suecia, Inglaterra, Holanda, Francia, Suiza y Alemania. También lanzó el álbum recopilatorio Un peu de nous, que resume sus conciertos en Europa durante julio y agosto de 2017. En enero de 2018, anunció una nueva gira por Asia en la que realizó más de diez conciertos en siete ciudades, comenzando el 26 de junio de ese año. También visitó Macao, Indonesia, Filipinas, Tailandia y Singapur. Ese mismo año, grabó «Ashes», tema principal de la película de Marvel Deadpool 2, que alcanzó el número 1 en las listas de Estados Unidos y Reino Unido, y obtuvo millones de reproducciones en YouTube.
Además, la cantante comenzó a frecuentar las principales pasarelas de la moda europea y eventos prestigiosos como la Met Gala, donde se destacó como un ícono de la moda. Gracias al éxito de sus giras y su renovada estética, coronada por la revista Vogue, que le dedicó un número especial, los medios y redes sociales comenzaron a hablar de la Celinenessence, un período de resurgimiento de su fama mundial y una consagración de su trayectoria y liderazgo. 
A principios de 2019, concluyó sus residencias en el Colosseum del Caesars Palace en Las Vegas, después de cerca de 1100 conciertos y más de 15 años siendo la reina indiscutible de la ciudad del pecado. Ese año, se convirtió en embajadora oficial de la marca de cosméticos L'Oréal Paris. En septiembre, lanzó Courage, un álbum en inglés que llegó al número 1 del Billboard 200, convirtiendo a Céline en una de las pocas artistas en el mundo con un álbum en el primer puesto de esa lista durante tres décadas consecutivas. Inmediatamente, dio inicio al Courage World Tour con conciertos en Canadá y Estados Unidos, los cuales fueron suspendidos en febrero de 2020 debido a la pandemia de COVID-19. La gira fue reprogramada para 2022 y 2023. En abril de 2020, participó en el concierto virtual Together at Home, interpretando la canción «The Prayer» junto a Andrea Bocelli, Lady Gaga, John Legend y el pianista Lang Lang.
En 2021, filmó la película It’s All Coming Back to Me junto a Priyanka Chopra y Sam Heughan, mientras que la actriz francesa Valérie Lemercier estrenó Aline, una biografía no autorizada de la diva canadiense, en el Festival de Cannes. También anunció su regreso a Las Vegas para una serie de conciertos en el Resorts World en noviembre de ese año, pero finalmente tuvo que cancelarlos debido a problemas de salud.

### 2022-presente: Problemas de salud y debut como actriz
El 15 de enero de 2022, un comunicado publicado en el sitio web y las cuentas de redes sociales de Dion anunció que las fechas de los conciertos en EE. UU. y Canadá para marzo-abril de 2022 fueron canceladas debido a «espasmos musculares severos y persistentes» que impedían a Dion actuar en el escenario. El 8 de diciembre de 2022, Dion anunció que le habían diagnosticado el síndrome de la persona rígida, una rara enfermedad neurológica, y que esta era la causa de sus espasmos. Como resultado, se cancelaron todas las fechas futuras de la gira. En mayo de 2023, se cancelaron los conciertos restantes, citando su continua lucha contra la enfermedad.
Dion debutó en el cine en la película Love Again, para la que también grabó cinco nuevas canciones. El primer sencillo, «Love Again», se estrenó el 13 de abril de 2023 y la banda sonora, el 12 de mayo de 2023.
El 3 de mayo de 2024, se lanzó un remix mashup de «I'm Alive» de Dion y la canción «And the Beat Goes On» de The Whispers de 1979. El sencillo, de Majestic, «The Jammin Kid», también incluye a Dion como crédito principal. El sencillo debutó en el número 6 en UK Singles Downloads Chart.
El 25 de junio de 2024 se estrenó Soy Céline Dion, documental sobre la vida de Dion, dirigido por  Irene Taylor Brodsky, en Amazon MGM Studios. En él la cantante muestra en primera persona muestra su enfermedad,  el síndrome de la persona rígida, y su lucha por mantenerse activa .  La banda sonora de Soy Céline Dion se lanzó el 21 de junio de 2024.
Volvió a cantar en público después de aproximadamente cuatro años -el 26 de julio de 2024- en la Ceremonia de apertura de los Juegos Olímpicos de París 2024. En una actuación histórica, cantó el tema "Hymne à l'amour" de Édith Piaf desde la Torre Eiffel. La ceremonia fue vista en directo por casi 4.000 millones de espectadores.

## Arte e influencias
Céline ha comentado en varias ocasiones su admiración por artistas variados como Aretha Franklin, Michael Jackson, Carole King, Anne Murray, Barbra Streisand, Ginette Reno y Freddie Mercury. También fue inspirada por su colega, la cantante Whitney Houston, con quien se le ha comparado varias veces. Su música ha sido influenciada por numerosos géneros, de los cuales se encuentran: el pop, el rock,el pop clásico, musicales de Broadway, la música góspel, el R&B y el soul. Luego del nacimiento de su primer hijo en 2001, sus canciones comenzaron a centrarse en temas como la maternidad y el amor fraterno.

### Sus influencias
Entre los artistas que la citan como influencia, están Lara Fabian, Laura Pausini, Ariana Grande, Lea Michele, Kelly Clarkson, Beyonce, Lady Gaga, Christina Aguilera, Adele, Leona Lewis, Zara Larsson, Katharine McPhee, Regine Velásquez, Delta Goodrem, Charice Pempengco, Sarah Geronimo, Perrie Edwards, Mónica Naranjo, Pastora Soler, Jessica Sanchez, Pia Mia, Pia Toscano, Adam Lambert, Ava Max, Faouzia, Demi Lovato, Rita Ora, Katy Perry y Sam Smith.

### Estilo musical
Dion se ha enfrentado a las numerosas críticas de muchas personas que creen que su música se aleja a menudo de las convenciones del pop y el soul, y que se concentra en un sentimentalismo excesivo. Según Keith Harris, de la revista Rolling Stone: 

Su sentimentalismo es grandilocuente y desafiante, en lugar de ser recatado y retraído, colocándose al final de la cadena de la devoluciones radicales que va así: Aretha-Whitney-Mariah. Lejos de ser una aberración, Dion en realidad es símbolo de una clase de pop sensible, en donde más grande es mejor, donde demasiado nunca es suficiente, y en donde la más madura emoción es muy cierta.

Por el contrario, sus álbumes en idioma francés tienen a ser más profundos y más variados que sus lanzamientos en idioma inglés, y que por lo tanto le han dado mayor credibilidad.
Como todos sus hermanos eran músicos, la cantante aprendió a tocar instrumentos como el piano y la guitarra, y practicó con una Fender Stratocaster durante las grabaciones de su álbum Falling Into You. También ayudó con la composición de sus canciones en francés de sus primeros álbumes y se ha involucrado consigo misma en la producción y grabación de sus discos. En su primer álbum en idioma inglés el cual grabó antes de tener un firme dominio de ese idioma, Dion expresó su desaprobación por el mismo, pues no estuvo muy envuelta en la cuestión creativa del álbum. Con el lanzamiento de su segunda realización en idioma inglés, Celine Dion, asumió un mayor control en el proceso de producción y grabación, con la esperanza de disipar todas las críticas anteriores. Dion declaró: 

Sobre el segundo álbum yo dije, «Bueno, tengo la opción de tener miedo una vez más y de no estar un 100% feliz, o de no tener miedo y ser parte de este álbum.» Este es mi álbum.

Dion continuó involucrándose consigo misma en producciones posteriores, trabajando en la composición de algunas de las canciones de los álbumes Let's Talk About Love de 1997, y These Are Special Times de 1998.
Dion, a menudo, es objeto de burla de los medios de comunicación y es parodiada y personificada con frecuencia en programas como: MADtv, Saturday Night Live, South Park, Royal Canadian Air Farce y This Hour Has 22 Minute por su fuerte acento y sus movimientos en el escenario. Sin embargo, ella siempre ha alegado que no se ve afectada por los comentarios, y se siente halagada que la gente se tome el tiempo para personificarla; incluso, Dion invitó a Ana Gasteyer, quien la parodia en Saturday Night Live, para que apareciera en el escenario durante una de sus actuaciones. En cuestiones de política, la cantante no es muy abierta; en el año 2005, tras el paso del devastador huracán Katrina, apareció en el programa Larry King Live y entre lágrimas criticó la lenta respuesta del gobierno de los Estados Unidos en la ayuda de las víctimas del huracán: 

Hay gente sigue ahí esperando a ser rescatados. Para mí, eso no es aceptable... ¿Cómo puede ser tan fácil enviar aviones a otro país para matar a todo el mundo en un segundo y destruir vidas?. Tenemos que servir a nuestro país.

Después de la entrevista, Dion manifestó: 

«Cuando hago entrevistas con Larry King o grandes programas de televisión como este, te ponen bajo el reflector, lo cual es muy difícil. Yo tengo una opinión, pero soy una cantante, no un político.»

### Voz y timbre

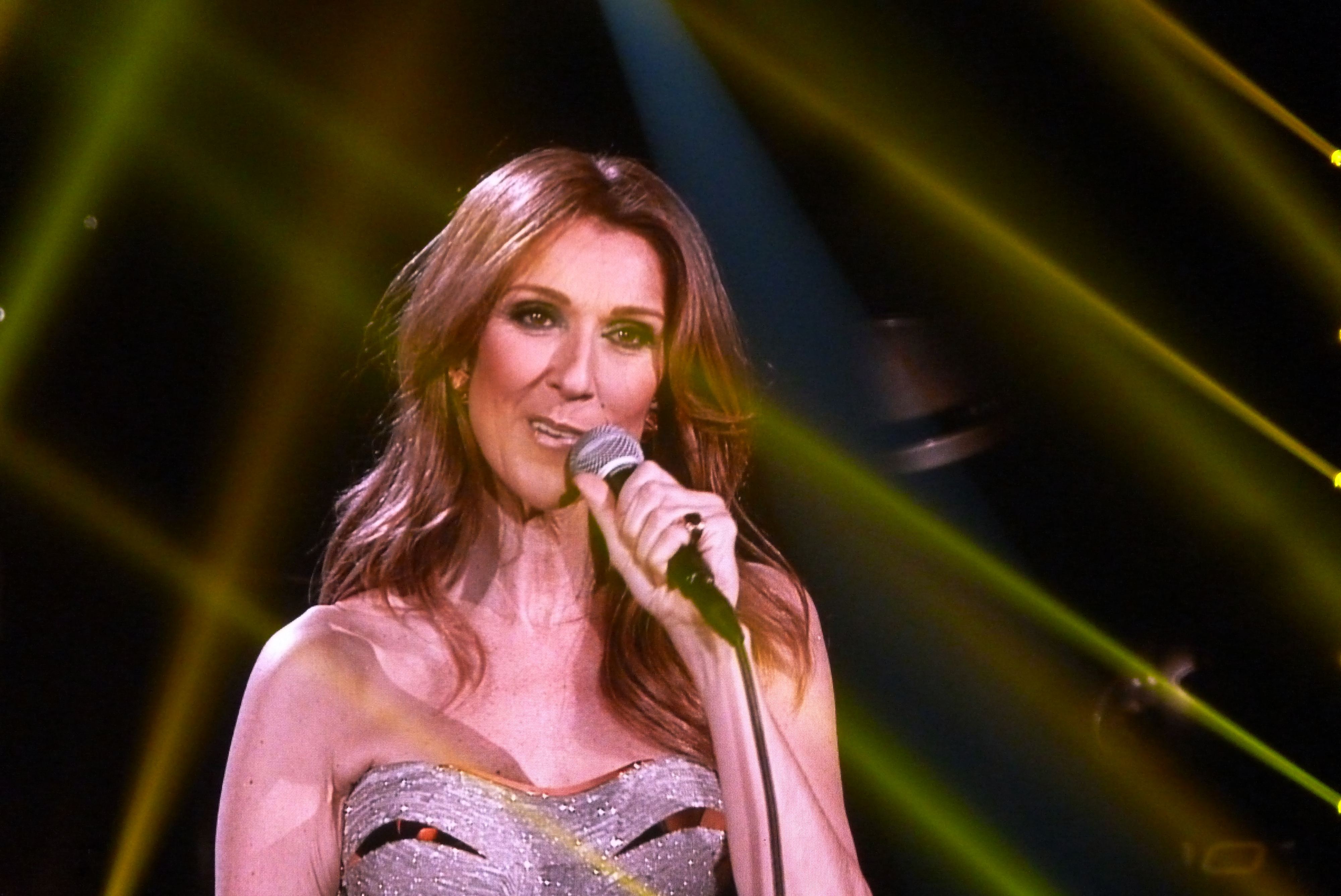
Céline Dion es una soprano lírica, a pesar de que ella sostiene ser mezzo-soprano. Su rango vocal abarca casi cuatro octavas y su técnica es destacada frecuentemente. En la imagen, la artista en concierto en París; noviembre de 2013.

La voz de Céline Dion ha sido considerada en muchas ocasiones como una de las más influyentes de la música pop. Tuvo una gran influencia sobre la industria musical durante la década de 1990, junto con otras artistas femeninas, incluidas Whitney Houston y Mariah Carey. En el conteo de las «22 voces más grandes de la música» realizado por la revista Blender y MTV, ocupó el puesto número nueve (sexto entre las mujeres) y ocupó el cuarto lugar en el conteo realizado por la revista Cove de las «100 vocalistas pop más excepcionales». A menudo, Dion es comparada con Mariah Carey por su estilo y con Barbra Streisand, por su voz.
En cuanto al poder de su voz, Regine Crespin declaró que: 

El volumen, como tal, es delgado, pero gracias a su perfecto dominio del respaldo nasal, su voz adquiere un timbre incisivo y penetrante, con una gran riqueza armónica.

Dion sostiene que es mezzo-soprano, mientras que Regine Crespin y André Tubeuf dicen que probablemente es una soprano lírica. Sin embargo, los intentos de adoptar tipos de voces clásicas han sido recibidos con controversia. Sin dar ninguna clasificación, el maestro Kent Nagano expresó: «Todo lo que acabas de cantar es de una soprano» luego de que Dion audicionó con dos solos de Carmen, con la esperanza de saber si ella podía cantar ópera. Su timbre ha sido descrito como «fresco», así como «fino y»; con un áspero registro bajo y «notas tan altas como campanas de cristal». Según la soprano francesa Regine Crespin, la voz de Dion es «comparable con un oboe, por su timbre nasal y fructífero, y sus mordaces notas altas». Crespin también es prudente en cuanto a las notas más altas de la cantante, diciendo que «ella no posee una voz de cabeza», remarcando aún más su «uso de falsete», el cual se «desconecta de la voz normal del cuerpo».
Dion es a menudo alabada por su virtuosismo técnico. Stephen Holden de The New York Times, escribió: 

La Sra. Dion [...] es una belter con un sigilo nasal alto y delgado soprano y con un buen arsenal de habilidades técnicas. Puede encontrar melismas difíciles, produciendo capturas de expresión vocal y sosteniendo notas largas sin la más mínima vacilación en el tono. Y sus duetos [...] han demostrado que es una voz de armonía confiable.

En una entrevista con el periódico Libération, Jean-Jacques Goldman declaró que la cantante «no tenía ningún problema en cuanto a la exactitud o tempo». Según Kent Nagano, maestro de la orquesta sinfónica de Múnich: Dion es «un músico con buen oído, con un refinamiento y un grado de perfección para envidiar». La mezzo-soprano Cecilia Bartoli y la soprano Joan Sutherland han dicho que la cantante posee un muy buen legato, mientras que Charles Alexander de Time declaró: 

Su voz se desliza fácilmente desde profundos susurros hasta las notas muertas más altas, una dulce sirena que combina la fuerza con la gracia.

En su repertorio francés, Dion adorna su voz con más matices y modulaciones, con una intensidad emocional «más tierna e íntima». Por otra parte, Luc Plamondon, un cantante y compositor francés quien ha escrito varios trabajos para la cantante, dijo que existen tres tipos de cantante que Dion utiliza: la quebequiana, la francesa y la americana.

## Otras actividades

### Honores y distinciones

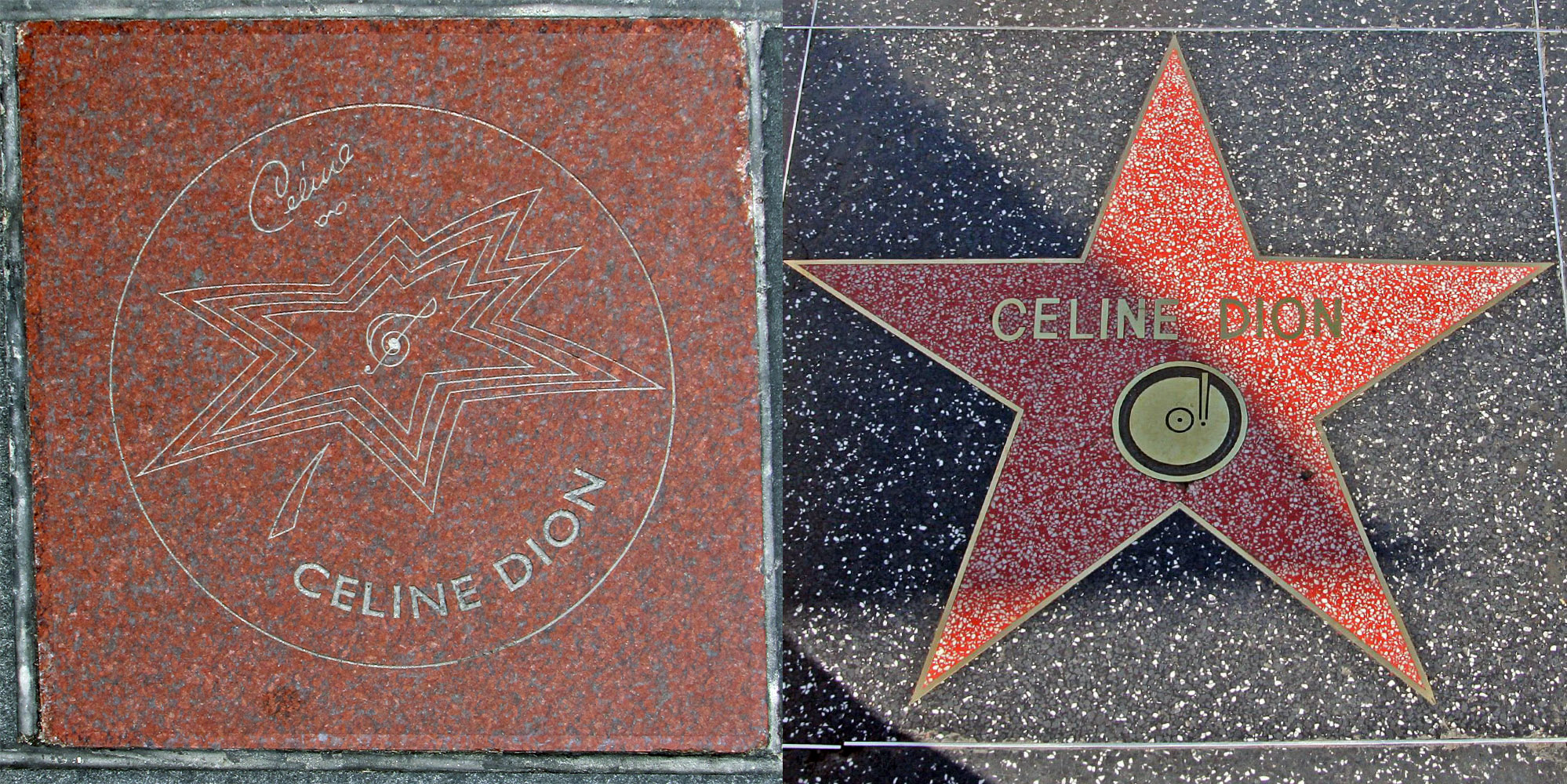
Estrellas de Céline Dion en el paseo de la fama de Canadá y el paseo de la Fama de Hollywood.

En 1999, Dion recibió una estrella en el paseo de la fama de Canadá y otra en el paseo de la Fama de Hollywood en 2004, esta última se la dedicó a su padre, quien murió un mes antes. En 2007 fue clasificada por la revista Forbes como la quinta mujer más rica del entretenimiento, con una fortuna estimada en 250 millones de dólares. En mayo de 2008 recibió la legión de honor, máximo honor otorgado por el gobierno de Francia. En agosto del mismo año recibió un doctorado honorífico en música de la Universidad Laval en Quebec. En octubre de 2010 fue nombrada embajadora de buena voluntad por un programa creado por las Naciones Unidas en 1999; Dion compartió este reconocimiento junto con la actriz Susan Sarandon.
Premios Grammy
| Año  | Categoría                                            | Trabajo               | Resultado |
| ---- | ---------------------------------------------------- | --------------------- | --------- |
| 2000 | Mejor colaboración vocal de pop                      | All the Way           | Nominada  |
| 1999 | Mejor colaboración vocal de pop                      | The Prayer            | Nominada  |
| 1998 | Mejor colaboración vocal de pop                      | I'm Your Angel        | Nominada  |
| 1998 | Mejor álbum de pop                                   | Let's Talk About Love | Nominada  |
| 1998 | Mejor interpretación vocal femenina de pop           | My Heart Will Go On   | Ganadora  |
| 1998 | Grabación del año                                    | My Heart Will Go On   | Ganadora  |
| 1997 | Mejor colaboración vocal de pop                      | Tell Him              | Nominada  |
| 1996 | Álbum del año                                        | Falling into You      | Ganadora  |
| 1996 | Mejor álbum de pop                                   | Falling into You      | Ganadora  |
| 1996 | Grabación del año                                    | Because You Loved Me  | Nominada  |
| 1996 | Mejor interpretación vocal femenina de pop           | Because You Loved Me  | Nominada  |
| 1994 | Mejor interpretación vocal femenina de pop           | The Power of Love     | Nominada  |
| 1993 | Mejor interpretación vocal de pop por un dúo o grupo | When I Fall in Love   | Nominada  |
| 1992 | Mejor interpretación vocal femenina de pop           | Céline Dion           | Nominada  |
| 1992 | Grabación del año                                    | Beauty and the Beast  | Nominada  |
| 1992 | Mejor interpretación vocal de pop por un dúo o grupo | Beauty and the Beast  | Ganadora  |

### Filantropía
Dion ha apoyado activamente muchas organizaciones benéficas en todo el mundo. Ha promovido la Fundación Canadiense de Fibrosis Quística (CCFF) desde 1982 y se convirtió en la Patrona Nacional de Celebridades de la fundación en 1993. Tiene un vínculo emocional con la fundación; su sobrina Karine murió de esta enfermedad a los dieciséis años, en los brazos de Dion. En 2003, se unió a otras celebridades, atletas y políticos, incluyendo a Josh Groban y Yolanda Adams, para apoyar el «Día Mundial de los Niños», un esfuerzo de recaudación de fondos global patrocinado por McDonald's. La campaña recaudó dinero en más de 100 naciones y benefició a orfanatos y organizaciones de salud infantil. Además, ha sido una importante defensora de la Fundación T. J. Martell, el Fondo Conmemorativo de Diana, princesa de Gales, y de muchas campañas de salud y educación. Después del huracán Katrina, donó 1 millón de dólares a las víctimas de la tormenta y organizó un evento de recaudación de fondos para las víctimas del tsunami asiático de 2004, que posteriormente recaudó más de 1 millón de dólares. Tras el terremoto de Sichuan en 2008, donó 100 000 dólares al Fondo para Niños y Adolescentes de China y envió una carta expresando su consuelo y apoyo. Desde 2004, participa, junto con su esposo René Angélil, en la comunidad gay de Quebec apoyando la publicación de materiales de salud y prevención del VIH en la revista Gay Globe, propiedad del periodista Roger-Luc Chayer. También es miembro de la organización benéfica canadiense Artists Against Racism. En noviembre de 2018, lanzó una línea de ropa infantil de género neutro llamada Celinununu. En 2009, Dion se unió a un esfuerzo con Leonardo DiCaprio, James Cameron y Kate Winslet para donar dinero para apoyar los costos del hogar de ancianos de Millvina Dean, la última sobreviviente del hundimiento del Titanic. La campaña resultó en una donación de 30 000 dólares.

## Vida personal
Como la menor de 14 hijos, Dion creció usando ropa de segunda mano y compartiendo una cama con varias de sus hermanas. De bebé, dormía en un cajón en lugar de una cuna para ahorrar dinero. En la escuela, fue acosada y llamada «vampiro» debido a sus dientes y su delgada figura. Los tabloides locales incluso la apodaron «Canine (canina) Dion» en los primeros años de su carrera. A menudo hablaba de correr a casa desde la escuela para tocar música en el sótano con sus hermanos y hermanas. «Detestaba la escuela», escribiría más tarde en su autobiografía. «Siempre había vivido rodeada de adultos y niños mucho mayores que yo. Aprendí todo lo que necesitaba saber de ellos. Para mí, la vida real existía a su alrededor». La hermana inmediatamente mayor de Céline ya estaba en sus veinte años, casada y embarazada de su primer hijo cuando la madre de ambas, Thérèse, estaba embarazada de la menor de todos sus hijos.
Dion conoció a René Angélil, su futuro esposo y mánager, en 1980, cuando ella tenía 12 años y él 38, después de que su hermano, Michel Dondalinger Dion, le enviara una grabación de demostración de «Ce n'était qu'un rêve» («No era más que un sueño»), una canción que ella, su madre Thérèse y su hermano Jacques Dion habían escrito conjuntamente. En los años siguientes, Angélil la guio hacia la fama en los territorios francófonos.
Después de la disolución (alrededor de 1985) del segundo matrimonio de Angélil, él y Dion tomaron un descanso profesionalmente, y él pasó gran parte del año en Las Vegas, mientras Dion aprendía inglés y tomaba clases de baile y canto en Montreal. A su regreso, «evitaba estar a solas conmigo por mucho tiempo», dijo ella en su autobiografía de 2000 My Story, My Dream. Mientras tanto, ella guardaba una foto de Angélil debajo de su almohada, escribiendo más tarde: «Antes de quedarme dormida, la deslizaba bajo la almohada, por miedo a que mi madre, que siempre compartía una habitación conmigo, la encontrara». También escribió: «Cada vez menos podía esconder de mí misma el hecho de que estaba enamorada de René; tenía todos los síntomas» y «Estaba enamorada de un hombre al que no podía amar, que no quería que lo amara, que no quería amarme». La madre de Dion, que viajaba a todas partes con ella hasta que cumplió 19 años, inicialmente receló de su creciente enamoramiento con un Angélil mucho mayor y dos veces divorciado, pero Dion fue insistente, diciéndole a su madre: «No soy menor de edad. Este es un país libre. Nadie tiene derecho a impedirme amar a quien quiera».
Su relación profesional posteriormente se volvió romántica después de la victoria de Dion en el Festival de la Canción de Eurovisión en Dublín en 1988, cuando tenía 20 años. El romance fue conocido solo por la familia y amigos durante cinco años, aunque Dion casi lo reveló en una emotiva entrevista en 1992 con la periodista Lise Payette. Muchos años después, Payette escribió la canción «Je cherche l'ombre» para el álbum de Dion de 2007 D'elles. Dion y Angélil se comprometieron el 30 de marzo de 1993, que fue el 25º cumpleaños de Dion, e hicieron pública su relación en las notas del álbum de 1993 The Colour of My Love. Se casaron el 17 de diciembre de 1994 en la Basílica de Notre-Dame en Montreal, Quebec. El 5 de enero de 2000, Dion y Angélil renovaron sus votos matrimoniales en Las Vegas.
En mayo de 2000, Dion se sometió a dos pequeñas operaciones en una clínica de fertilidad en Nueva York para mejorar sus posibilidades de concebir, después de decidir usar la fecundación in vitro debido a años de intentos fallidos de concebir. Su primer hijo, René-Charles Angélil, nació el 25 de enero de 2001. Dion sufrió un aborto espontáneo en 2009. En mayo de 2010, Dion anunció que estaba embarazada de gemelos de 14 semanas después de un sexto tratamiento de fecundación in vitro. El sábado 23 de octubre de 2010, a las 11:11 y 11:12 a. m. respectivamente, Dion dio a luz a gemelos fraternos por cesárea en el Centro Médico St. Mary's en West Palm Beach, Florida. Los gemelos fueron nombrados «Eddy», en honor al compositor francés favorito de Dion, Eddy Marnay, quien también produjo sus primeros cinco álbumes; y «Nelson», en honor al expresidente sudafricano Nelson Mandela. Apareció con sus hijos recién nacidos en la portada de la edición canadiense de la revista Hello! del 9 de diciembre de 2010.

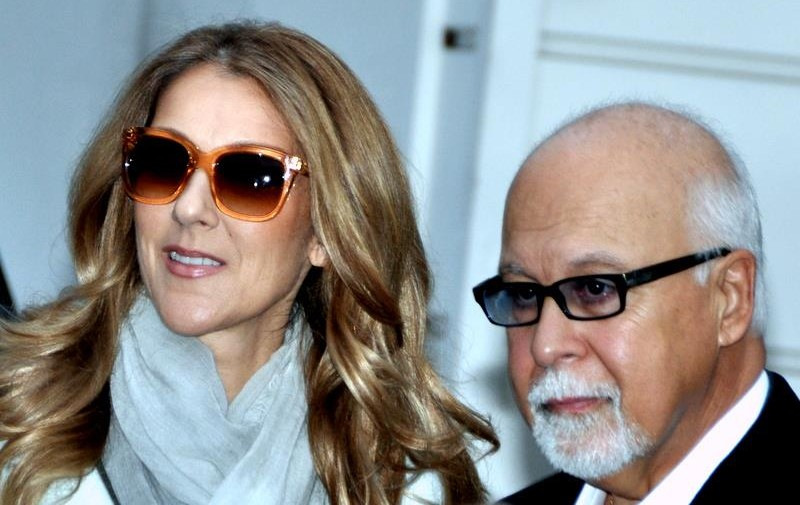
Dion y su esposo René Angélil en 2012.

El 14 de enero de 2016, Angélil murió a los 73 años de cáncer de garganta. Su funeral se celebró el 22 de enero de 2016 en la Basílica de Notre-Dame en Montreal, donde él y Dion se habían casado 21 años antes. El hijo mayor de la pareja, René-Charles, pronunció el panegírico, tres días antes de su 15º cumpleaños. Tras la muerte de Angélil, Dion se convirtió en la única propietaria y presidenta de sus compañías de gestión y producción, incluidas CDA Productions y Les Productions Feeling. Dos días después de la muerte de Angélil, el que habría sido el cumpleaños de su esposo, uno de los hermanos de Dion, Daniel, murió a los 59 años, también de cáncer. El 22 de marzo de 2018, el equipo de gestión de Dion anunció que ella había estado lidiando con irregularidades auditivas durante los últimos 12-18 meses debido a la trompa de Eustaquio patulosa y que se sometería a un procedimiento quirúrgico mínimamente invasivo para corregir el problema después de que los medicamentos en gotas para los oídos ya no parecían funcionar.
Debido a su delgada figura, Dion ha sido objeto de rumores de trastornos alimentarios durante décadas, los cuales ha negado consistentemente: «No tengo un problema alimenticio, y no hay nada más que pueda decir al respecto»; «Mi trabajo requiere que esté en excelente forma física. No habría podido realizar hasta cien shows al año y viajar sin cesar de un extremo del mundo al otro si hubiera comido demasiado o muy poco, o si, como ciertos medios han afirmado, me hubiera provocado el vómito después de cada comida». A menudo ha hablado sobre haber sido acosada en la escuela y la falta de confianza en sus primeros años en el negocio: «No tenía, visualmente, lo que se necesitaba. No era bonita, tenía problemas dentales y era muy delgada. No encajaba en el molde». Dion tomó clases de ballet bajo la guía de su exbailarina, Naomi Stikeman, quien también actuó anteriormente para el Ballet Nacional de Canadá y La La Human Steps, y el exbailarín del Cirque du Soleil convertido en ilustrador de moda, Pepe Muñoz, quien también forma parte de su equipo de estilismo. También es esquiadora y una habitual en los juegos de hockey de su hijo René-Charles.

### Enfermedad
En diciembre de 2022, Dion reveló que había sido diagnosticada con el síndrome de la persona rígida, un trastorno neurológico que afecta sus músculos. En junio de 2024, Dion reveló públicamente en una historia de portada de la revista People que había luchado con una variedad de síntomas misteriosos durante 17 años antes de su diagnóstico en agosto de 2022. También se reveló al mismo tiempo que durante dos años, Dion había estado bajo el cuidado de la Dra. Amanda Piquet, especialista en neurología autoinmune en el Centro Médico de la Universidad de Colorado Anschutz en Aurora, Colorado, y que la fundación benéfica de Dion estaba donando 2 millones de dólares al Centro Médico Anschutz para apoyar la investigación de neurología autoinmune durante cinco años. Dion explicó que con la ayuda de la Dra. Piquet y otros expertos, ya se estaba preparando para regresar al escenario: «Mi voz se está reconstruyendo mientras hablamos, justo ahora».

## Discografía
| - La Voix du bon Dieu (1981) - Céline Dion chante Noël (1981) - Tellement j'ai d'amour... (1982) - Les Chemins de ma maison (1983) - Chants et contes de Noël (1983) - Mélanie (1984) - C'est pour toi (1985) - Incognito (1987) - Dion chante Plamondon (1991) - D'eux (1995) - S'il suffisait d'aimer (1998) - 1 fille & 4 types (2003) - D'elles (2007) - Sans attendre (2012) - Encore un soir (2016) | - Unison (1990) - Celine Dion (1992) - The Colour of My Love (1993) - Falling into You (1996) - Let's Talk About Love (1997) - These Are Special Times (1998) - A New Day Has Come (2002) - One Heart (2003) - Miracle (2004) - Taking Chances (2007) - Loved Me Back to Life (2013) - Courage (2019) |

## Giras promocionales
- 1983-84: Les chemins de ma maison tournée
- 1985: C'est pour toi tournée
- 1988: Incognito tournée
- 1990-91: Unison Tour
- 1992-93: Celine Dion in Concert
- 1994-95: The Colour of My Love Tour
- 1995: D'eux Tournée
- 1996-97: Falling into You World Tour
- 1998-99: Let's Talk About Love World Tour
- 2003-07: A New Day... Live in Las Vegas
- 2008-09: Taking Chances Tour
- 2011-19: Celine
- 2013: Sans Attendre European Tour
- 2014: Celine, Asia Tour (cancelado)
- 2016: Celine... Summer Tour
- 2017: Celine Dion: Live 2017
- 2018: Celine Dion: Live 2018. Asia Tour
- 2019: Courage World Tour

## Filmografía
- Tocado por un Ángel como ella misma (T5-E9)
- La niñera como ella misma (T4-E26)
- Todos mis hijos
- La fureur de Céline
- Des fleurs sur la neige
- Quest for Camelot como Juliana (voz cantante)
- Céline sur les Plaines
- Celine: a través de los ojos del mundo
- Sur de la pista de Marsupilami
- Cocina del infierno
- Los Muppets más buscados
- Amar de nuevo
- Titanic (película de 1997) (Oscar a mejor canción original, Globo de oro a mejor canción original, etcétera)